# Makaronezyjskie lasy wawrzynolistne

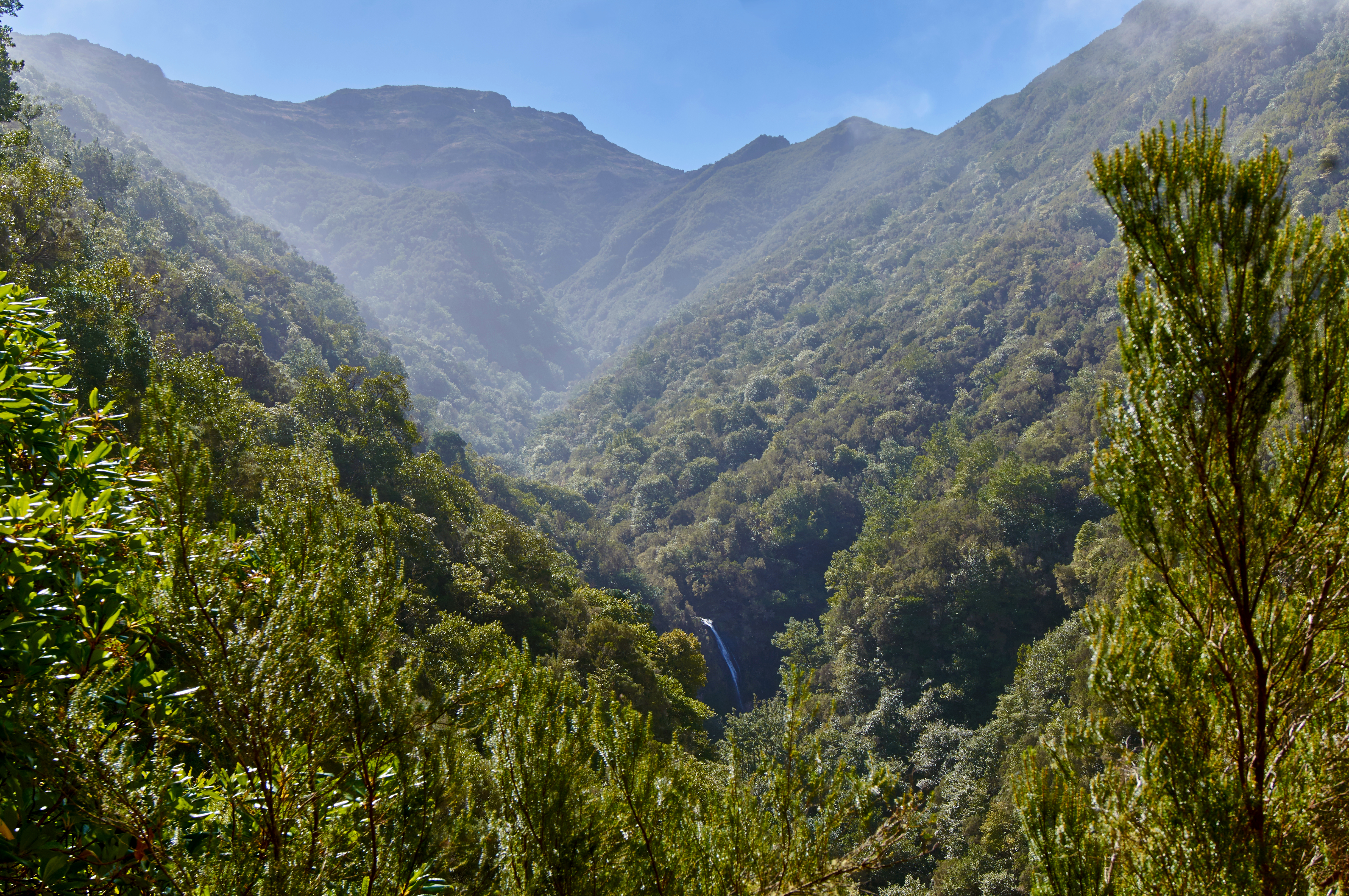
Lasy wawrzynolistne na Maderze

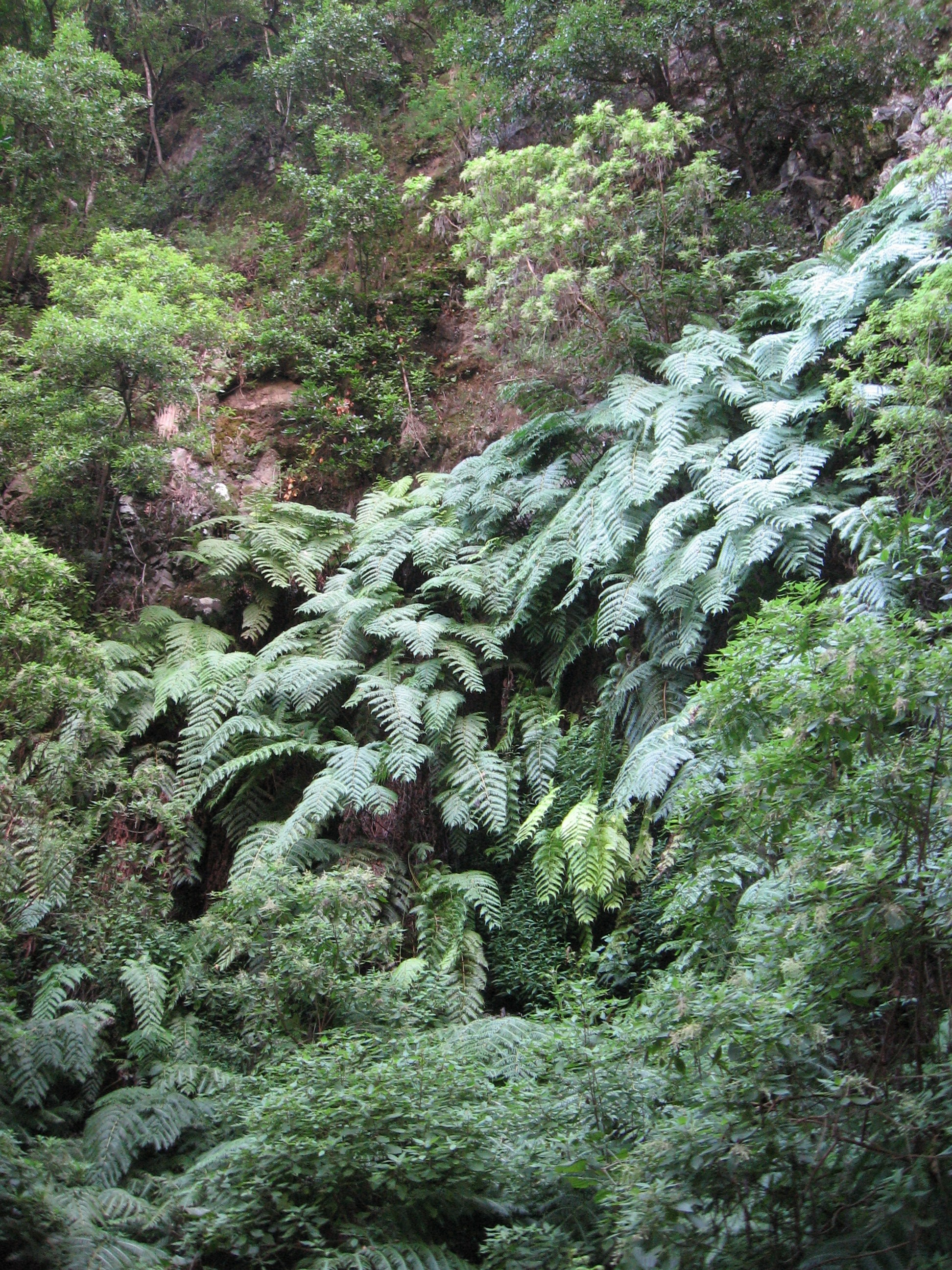
W lasach wawrzynolistnych obficie w runie rosną paprocie. Woodwardia radicans na wyspie La Palma

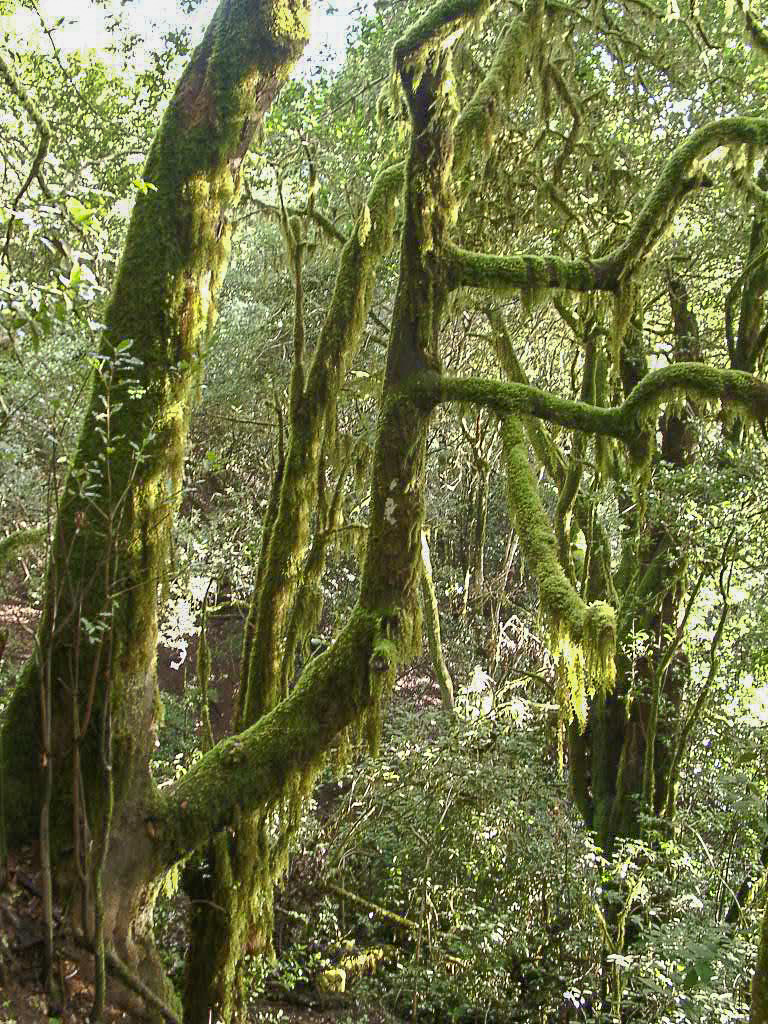
Bujny rozwój epifitów w lesie wawrzynolistnym na wyspie La Gomera

Makaronezyjskie lasy wawrzynolistne (hiszp. Laurisilva, port. Laurissilva) – lasy spotykane na Wyspach Kanaryjskich oraz na należących do Portugalii archipelagach Madera i Azorów. Stanowią relikt trzeciorzędowy; 15-40 milionów lat temu podobne im formacje występowały w południowej Europie i północnej Afryce. Część ich obecnego obszaru – Park Narodowy Garajonay na wyspie La Gomera i lasy wawrzynowe Madery – wpisano na listę światowego dziedzictwa UNESCO. Pierwotnie dominujące na wyspach lasy zostały wyniszczone – miejsca, w których występowały przeznaczono przede wszystkim pod uprawy, m.in. trzciny cukrowej. Najwięcej zachowało się ich na Maderze, gdzie zajmują około 16% powierzchni lądu. Poza Makaronezją zbiorowiska leśne nawiązujące do tych lasów występują na południowych krańcach Półwyspu Iberyjskiego i w północnym Maroku.

## Warunki geograficzno-klimatyczne i edaficzne
Lasy wawrzynolistne zachowały się współcześnie na wyspach Makaronezji, cechujących się znaczną zmiennością warunków klimatycznych i siedliskowych ze względu na rzeźbę terenu kształtującą się na wysokich i stromych górach pochodzenia wulkanicznego. Średnia temperatura roczna w zależności od położenia obszaru waha się od 15 do 20ºC (Madera), a wielkość opadów od 250 do 750 mm (Madera) lub do 1000 mm (Teneryfa). Lasy wawrzynolistne występują na wysokościach od 400 do 2000 m n.p.m. w północnych, północno-zachodnich i północno-wschodnich częściach wysp wystawionych na działanie pasatów, które wiejąc od północnego wschodu przynoszą częste opady i obfite mgły. Wilgotność wzrasta wraz z wysokością do ok. 1800 m n.p.m., a w wyższych partiach – maleje. Pochmurno jest przez 95% dni latem i 50–60% dni zimą. Zachmurzenie i zamglenie zwiększa wilgotność, zmniejsza wahania temperatury i nasłonecznienie. Roszenie wody z mgieł może zwiększać zasilanie tych siedlisk w wodę nawet pięciokrotnie bardziej niż czynią to opady. Ze względu na warunki siedliskowo-klimatyczne wyróżnia się wariant suchy lasów wawrzynolistnych (ang. dry laurisilva) wykształcający się na stokach południowych i wilgotny (ang. moist laurisilva) na stokach północnych i w wąwozach.
Lasy wawrzynolistne wykształcają się na terenach, gdzie wyraźniej zaznacza się zróżnicowanie pory roku, na siedliskach średnio zasobnych lub ubogich w materię organiczną.
Mimo licznych podobieństw, formacje leśne różnych archipelagów makaronezyjskich uznane zostały za odrębne ekoregiony w klasyfikacji World Wide Fund for Nature (WWF) ze względu na znaczny udział w nich lokalnych endemitów we florze i faunie.

## Ogólna charakterystyka roślinności
Lasy wawrzynolistne stanowią specyficzny dla Makaronezji typ górskiego, międzyzwrotnikowego lasu mglistego. Są one zwykle kilkuwarstwowe i cieniste. Najwyższe drzewa osiągają do 20 m wysokości, ale najczęściej warstwa drzew nie przekracza 15 m wysokości. Drzewa tworzące lasy wawrzynolistne mają charakterystyczne liście (wawrzynowe = podobne do liści wawrzynu) – zimozielone, skórzaste, najczęściej całobrzegie, nieco sklerofityczne, nierzadko okazałe i z wyciągniętym końcem (zobacz wylistek). Zwarcie drzew sięga do około 90%. Pod okapem drzew warstwa krzewów i siewek jest raczej luźna, a w miejscach silniej zacienionych często na dnie lasu leżą tylko liście drzew. Podszyt i runo bujniej rozwija się w miejscach, gdzie do dna lasu dociera więcej światła. Także wiele roślin z podszytu i runa jest zimozielona, nierzadkie są tu też geofity. Flora krzewów i roślin zielnych jest bardzo zróżnicowana i bogata, w tym obfitująca w endemity poszczególnych wysp, grup wysp lub całej Makaronezji. Do endemicznych rodzajów roślin związanych wyłącznie z tą formacją należą: Picconia, Semele, Gesnouinia, Lactucosonchus i Ixanthus. Istotną rolę w tych zbiorowiskach odgrywają liany i paprocie. Bardzo zróżnicowana i bogata jest flora mszaków i porostów, obejmująca zwłaszcza liczne epifity.
Sukcesja leśna na terenach przekształconych (sukcesja wtórna) lub następująca na terenach po erupcjach wulkanicznych (sukcesja pierwotna) jest stosunkowo szybka, o ile nie jest zaburzana konkurencją gatunków inwazyjnych. Dojrzałe lasy wawrzynolistne kształtują się w ciągu około 400 lat.
Drzewa dominujące w makaronezyjskich lasach wawrzynolistnych

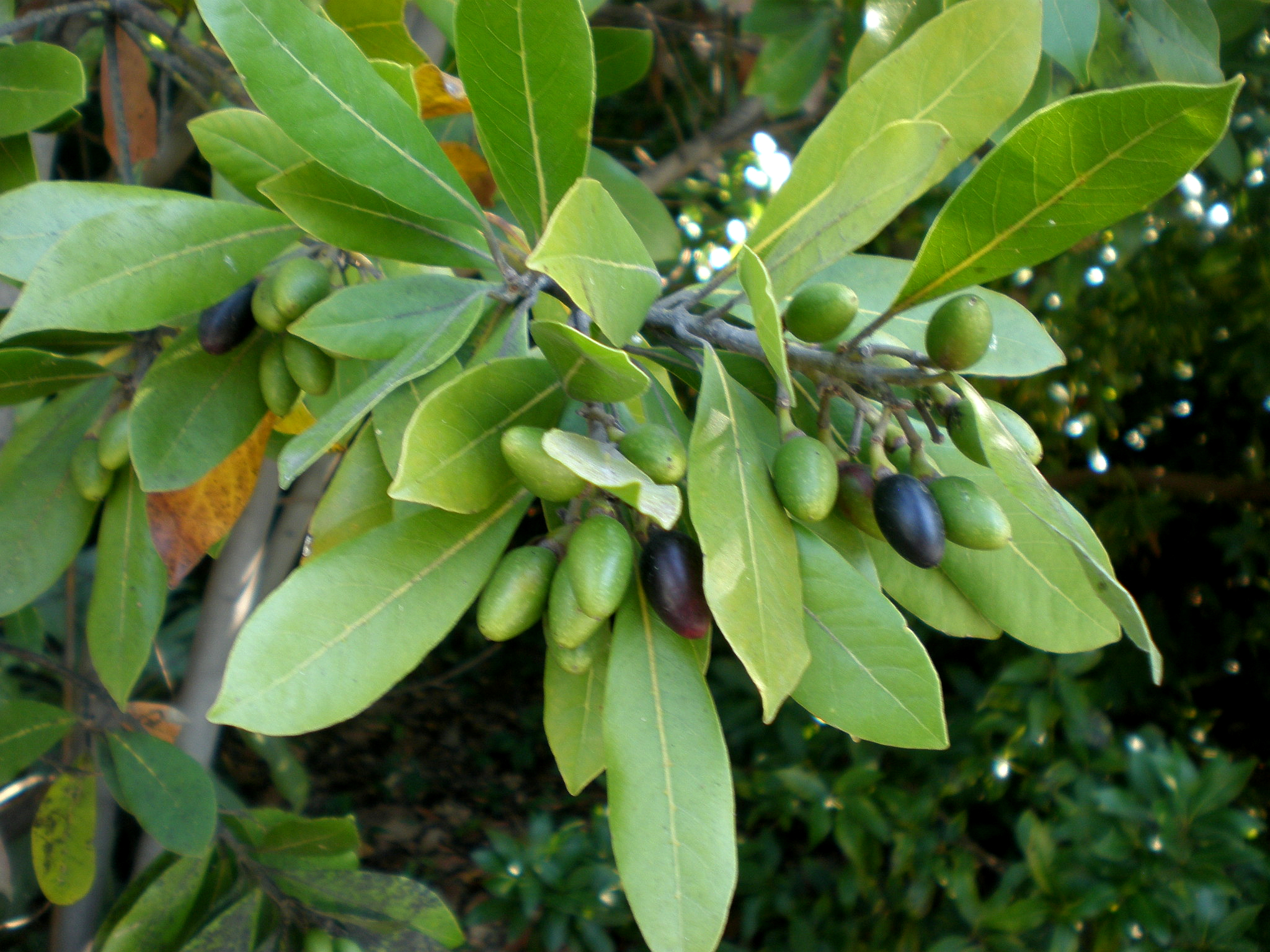
Laurus azorica
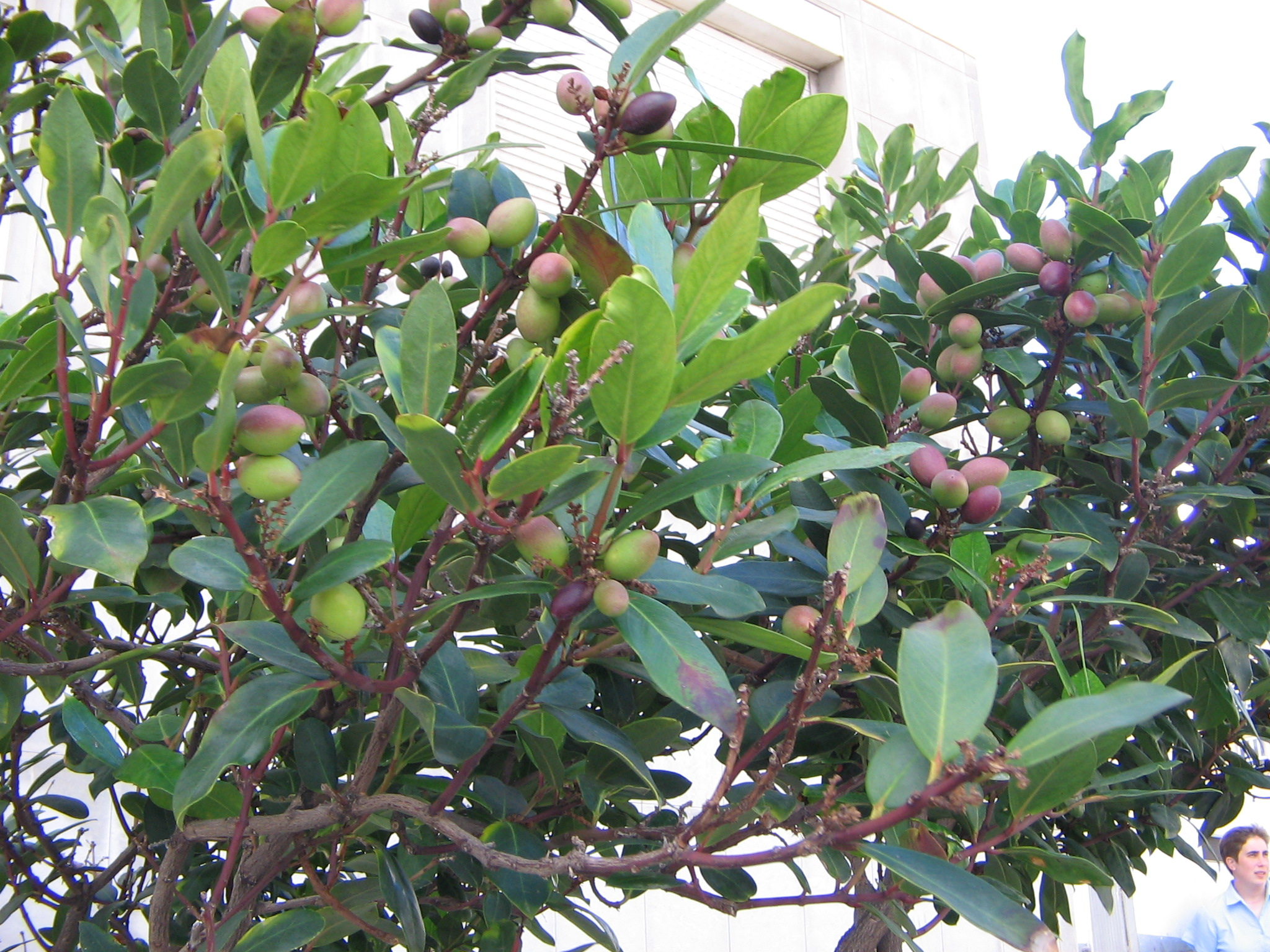
Persea indica
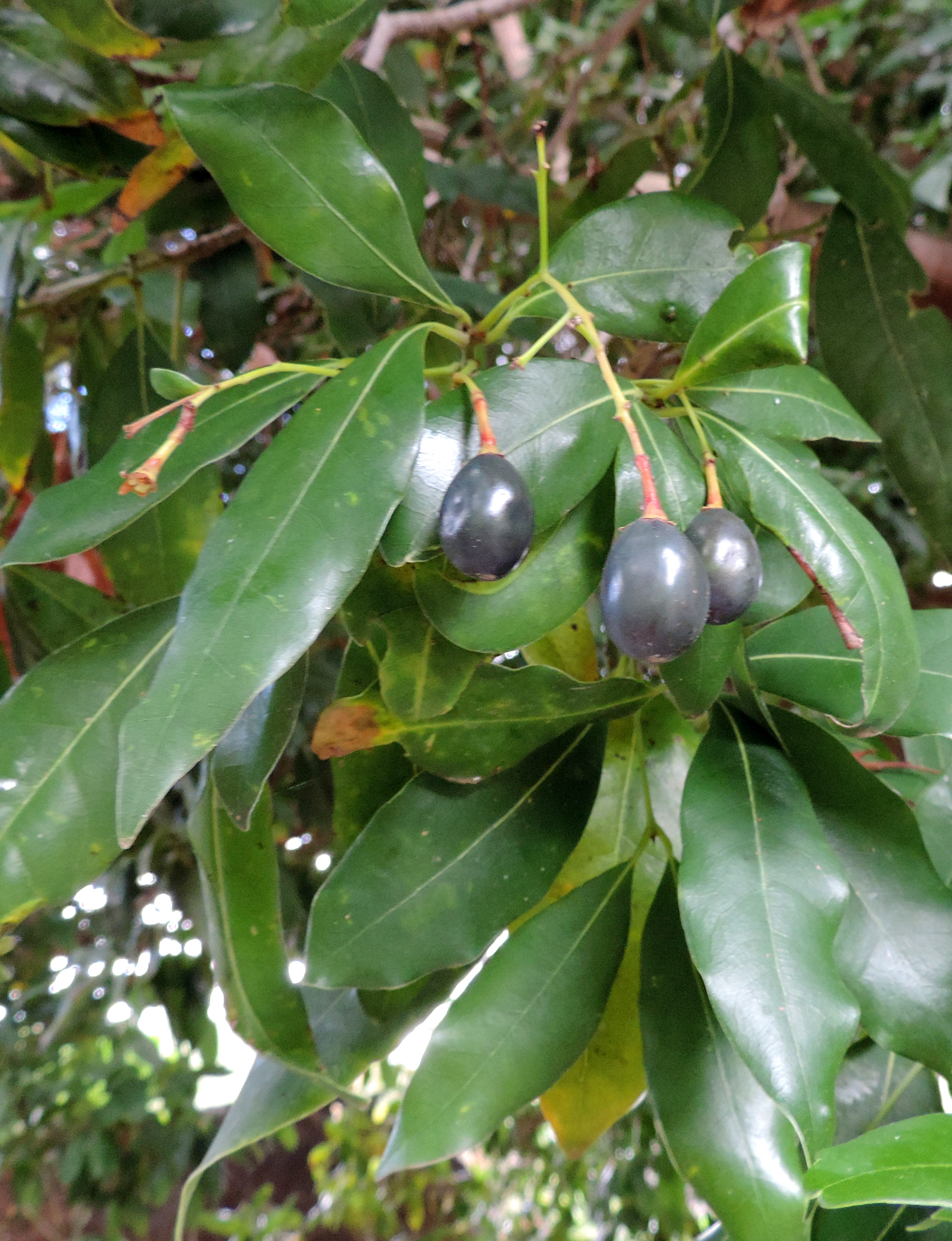
Apollonias barbujana
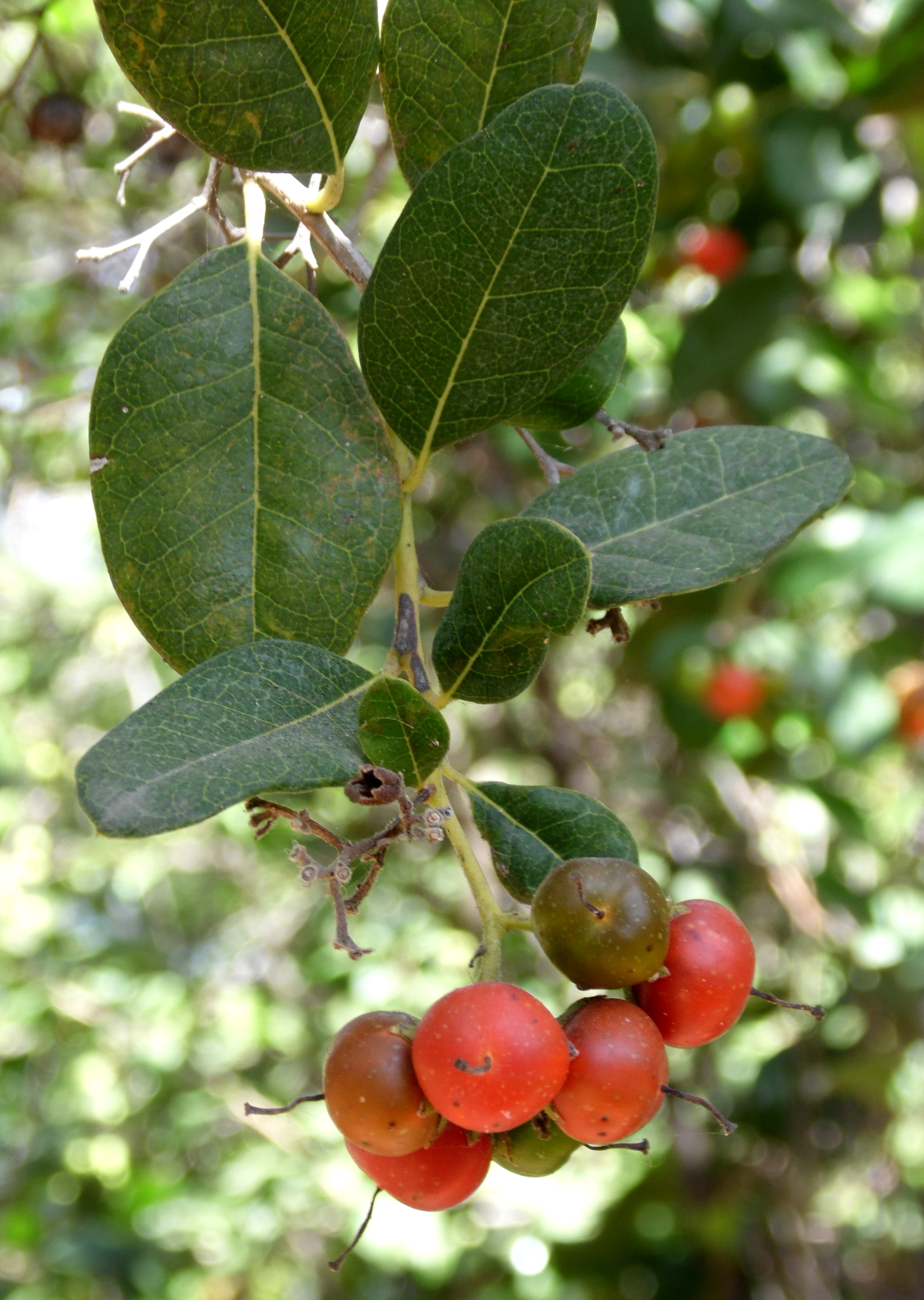
Visnea mocarena
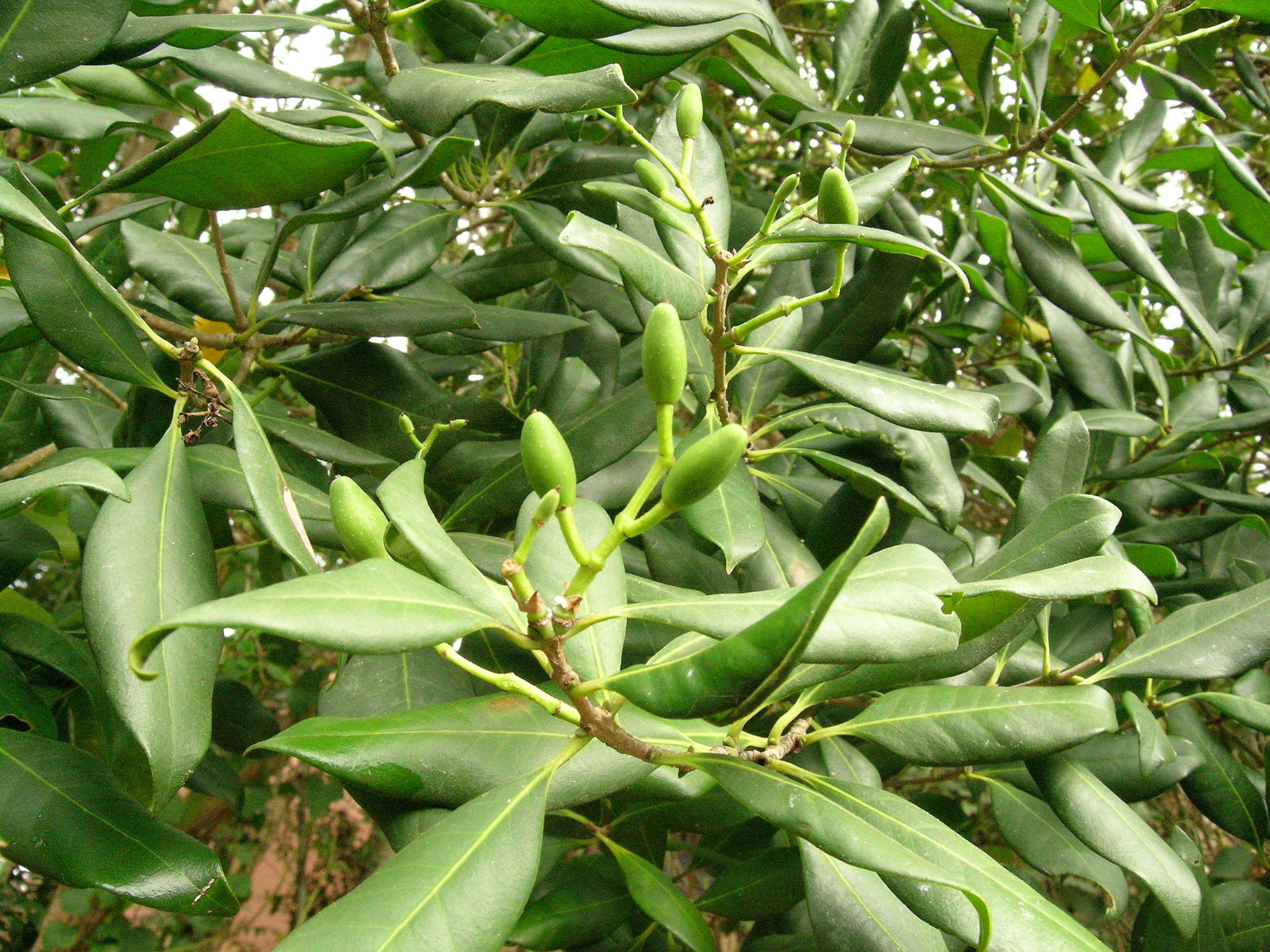
Picconia excelsa
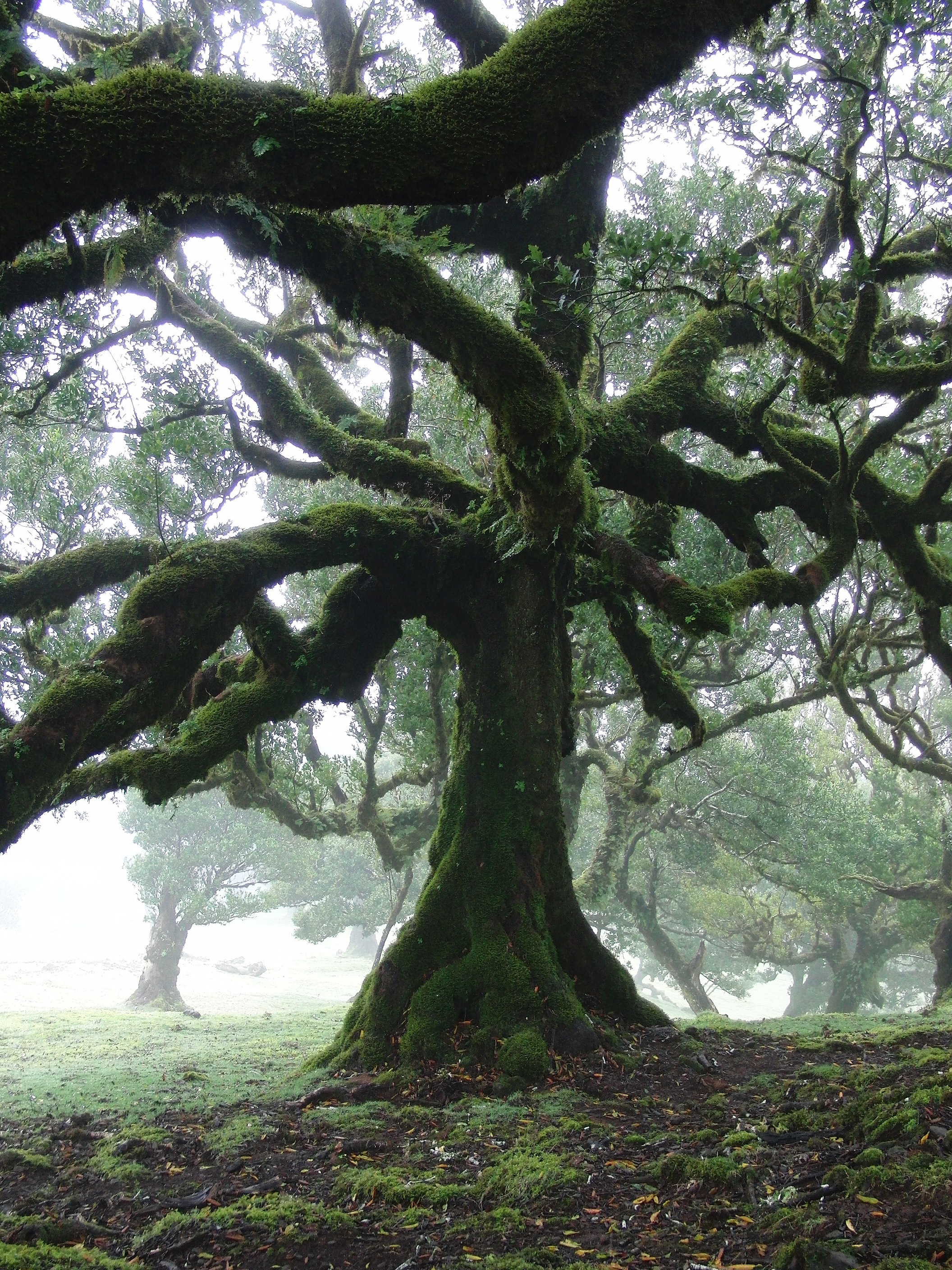
Ocotea foetens

Syntaksonomia
W klasyfikacji syntaksonomicznej zbiorowisk roślinnych makaronezyjskie lasy wawrzynolistne tworzą kilka zespołów roślinnych grupowanych w związek Laurion macaronesicum w obrębie klasy Pruno-Lauretea lub Pruno hixae-Lauretea novocanariensis, ewentualnie rozdzielane są na związki i rzędy zespołów Ixantho-Laurion azoricae (lasy wawrzynolistne Wysp Kanaryjskich), Pruno-Lauretalia azorica (lasy wawrzynolistne Madery), Ericetalia azorica (lasy wawrzynolistne Azorów).
Wykaz klas, rzędów i związków zespołów roślinnych wyróżnianych w lasach wawrzynolistnych Makaronezji:
- Klasa: Pruno hixae-Lauretea novocanariensis Oberdorfer 1965 corr. (= Pruno-Lauretea Oberdorfer 1960, Pruno-Lauretea Oberdorfer 1965, Pruno lusitanicae-Lauretea canariensis Oberdorfer 1965, Pruno-Lauretea azoricae Oberdorfer ex Rivas-Martínez, Arnaiz, Barreno & Crespo 1977)
  - Rząd: Pruno hixae-Lauretalia novocanariensis Oberdorfer ex Rivas-Martínez, Arnaiz, Barreno & Crespo 1977 corr.
    - Związek: Ixantho viscosae-Laurion novocanariensis Oberdorfer ex Santos in Rivas-Martínez, Arnaiz, Barreno & Crespo 1977 corr.
    - Związek: Visneo mocanerae-Apollonion barbujanae Rivas-Martínez in Capelo, J.C. Costa, Lousã, Fontinha, Jardim, Sequeira & Rivas-Martínez 2000
    - Związek: Sibthorpio peregrinae-Clethrion arboreae Capelo, J.C. Costa, Lousã, Fontinha, Jardim, Sequeira & Rivas-Martínez 2000
    - Związek: Polysticho falcinelli-Ericion arboreae Salvador Rivas-Martínez, Federico Fernández-González, Javier Loidi, Mario Lousã & Angel Penas 2001
- Klasa: Lauro azoricae-Juniperetea brevifoliae Salvador Rivas-Martínez, Federico Fernández-González, Javier Loidi, Mario Lousã & Angel Penas 2001
  - Rząd: Ericetalia azoricae Lüpnitz 1975
    - Związek: Dryopterido azoricae-Laurion azoricae Salvador Rivas-Martínez, Federico Fernández-González, Javier Loidi, Mario Lousã & Angel Penas 2001

## Lasy wawrzynolistne na Maderze

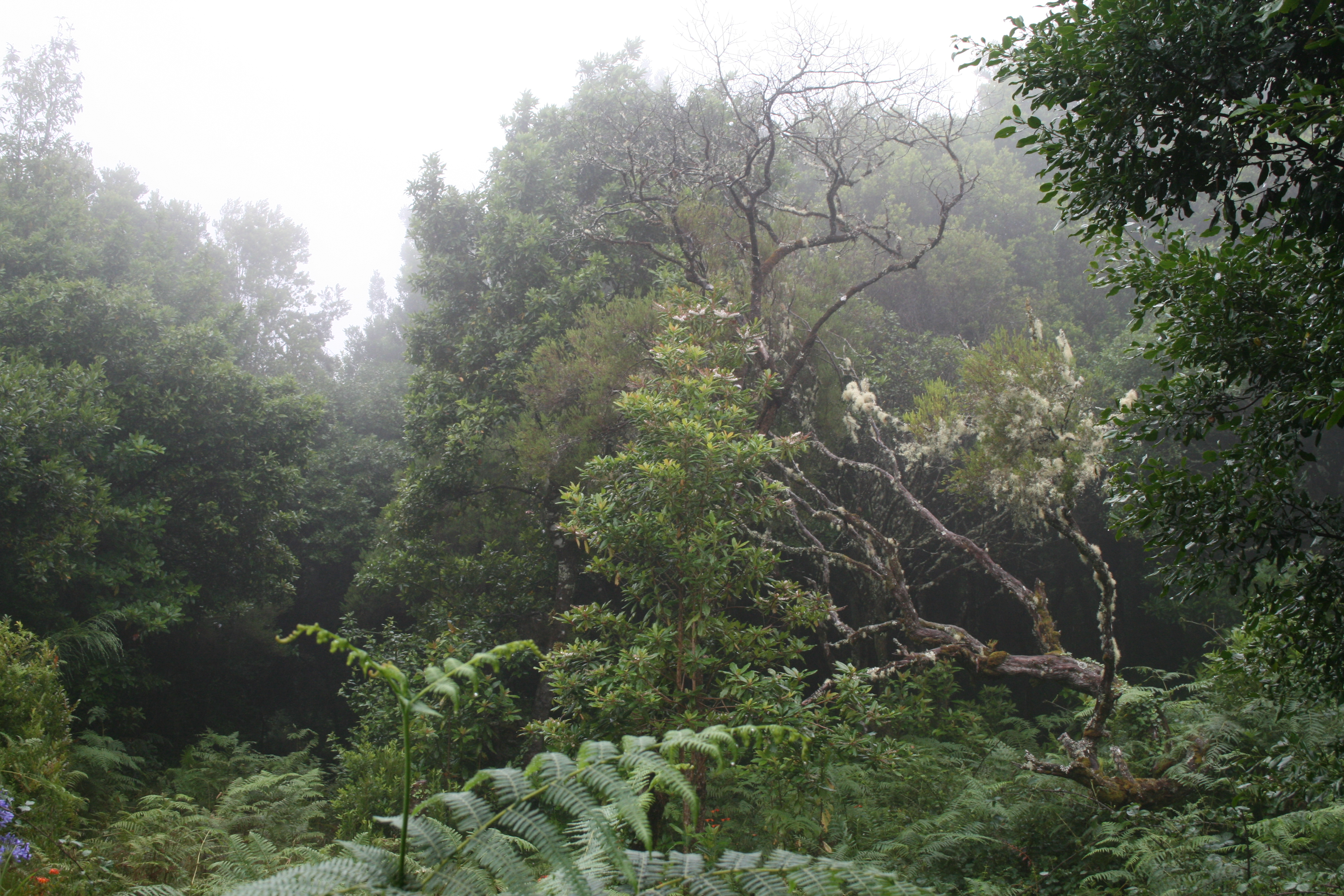
Las wawrzynolistny na Maderze

Lasy wawrzynolistne niegdyś dominujące w szacie roślinnej wyspy, współcześnie pokrywają 14 953 ha, co stanowi 16% powierzchni Madery. Występują na wysokościach od 300 do 1300 m n.p.m. na północnych stokach i w trudno dostępnych wąwozach i dolinach, rzadziej na stokach południowych na rzędnych 700–1600 m n.p.m. Zachowane kompleksy leśne objęte są granicami Madeira Natural Park stanowiącego obszar chroniony kategorii V w klasyfikacji IUCN i stanowią obszar Natura 2000. Od 1992 chronione są jako rezerwat biosfery (European Council Biogenetic Reserve), a od 1999 roku są na liście światowego dziedzictwa UNESCO. Ok. 90% powierzchni lasów w obszarze poddanym ochronie uznawanych jest za las pierwotny.
Lasy na Maderze budowane są przez 150 gatunków roślin, z czego 66 należy do endemitów wyspy. W drzewostanie w wariancie mniej wilgotnym dominują: Apollonias barbujana, Visnea mocarena i Picconia excelsa, a w wariancie bardziej wilgotnym: Laurus azorica, Ocotea foetans i Persea indica. Inne towarzyszące gatunki drzew i krzewów to: Clethra arborea, Heberdenia excelsa, Picconia excelsa, wawrzyn szlachetny Laurus nobilis, Pittosporum coriaceum, Rhamnus glandulosa, Ilex perado i Ilex canariensis. Do endemitów zielnych należą: Echium candicans, Isoplexis sceptrum, Geranium maderense, Dactylorhiza foliosa, Goodyera macrophylla, Scilla maderensis i Musschia wollastonii. W runie znaczną rolę odgrywają paprocie. Na gałęziach drzew obficie rosną epifity liczne gatunki mszaków i porostów, w tym 20 gatunków mchów zagrożonych w Europie i 13 takich gatunków wątrobowców.
W niższych położeniach, głównie w wąwozach schodzących do oceanu lasy wawrzynowe ustępują lasom z oliwką europejską Olea europaea subsp. cerasiformis i endemicznym Chamaemeles coriacea. W wyższych położeniach lasy wawrzynolistne przechodzą w zbiorowiska zdominowane przez wrzośce i jałowce: Erica arborea, Erica platycodon ssp. maderincola i Juniperus cedrus.
Endemity lasów wawrzynolistnych na Maderze

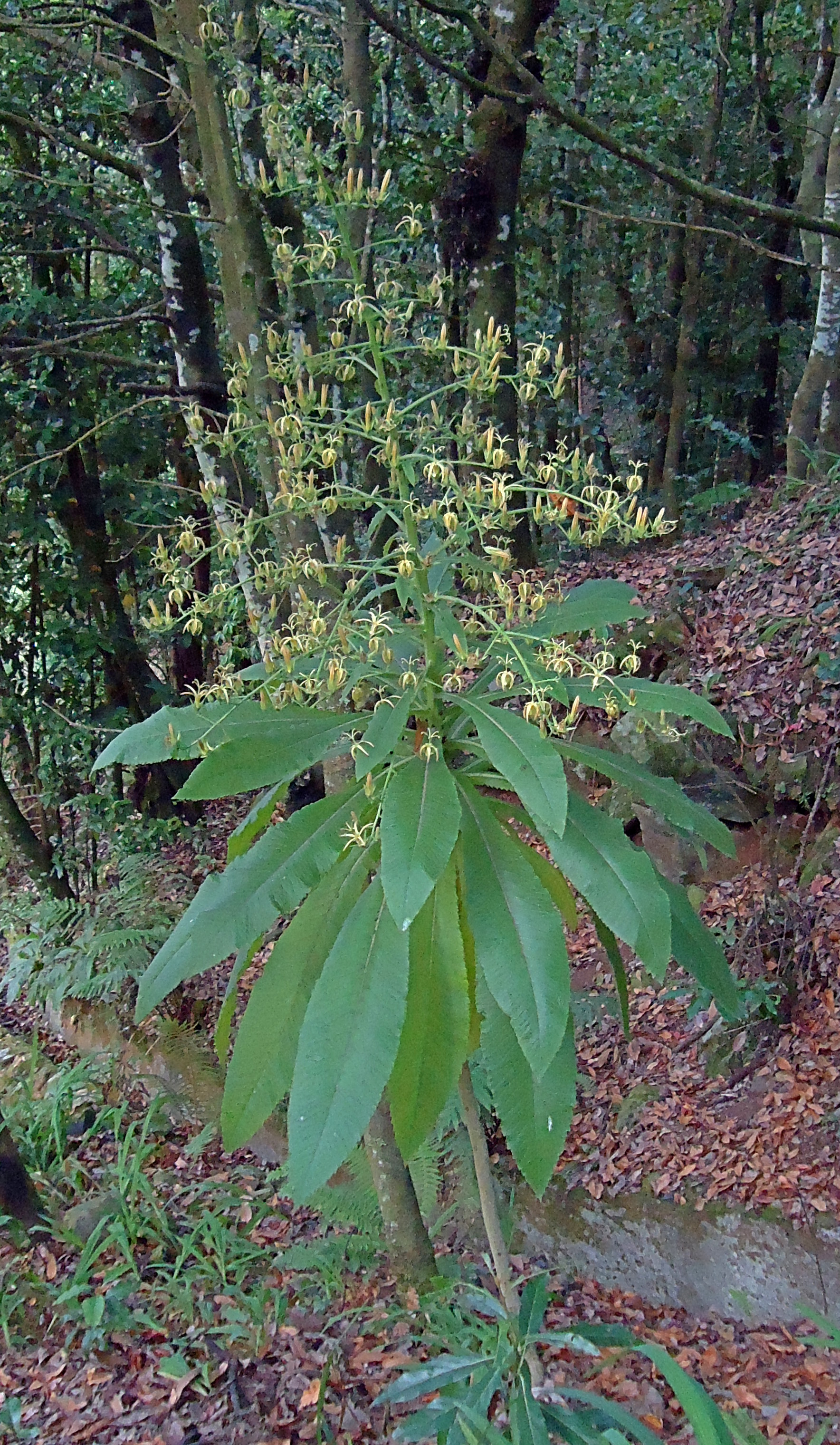
Musschia wollastonii
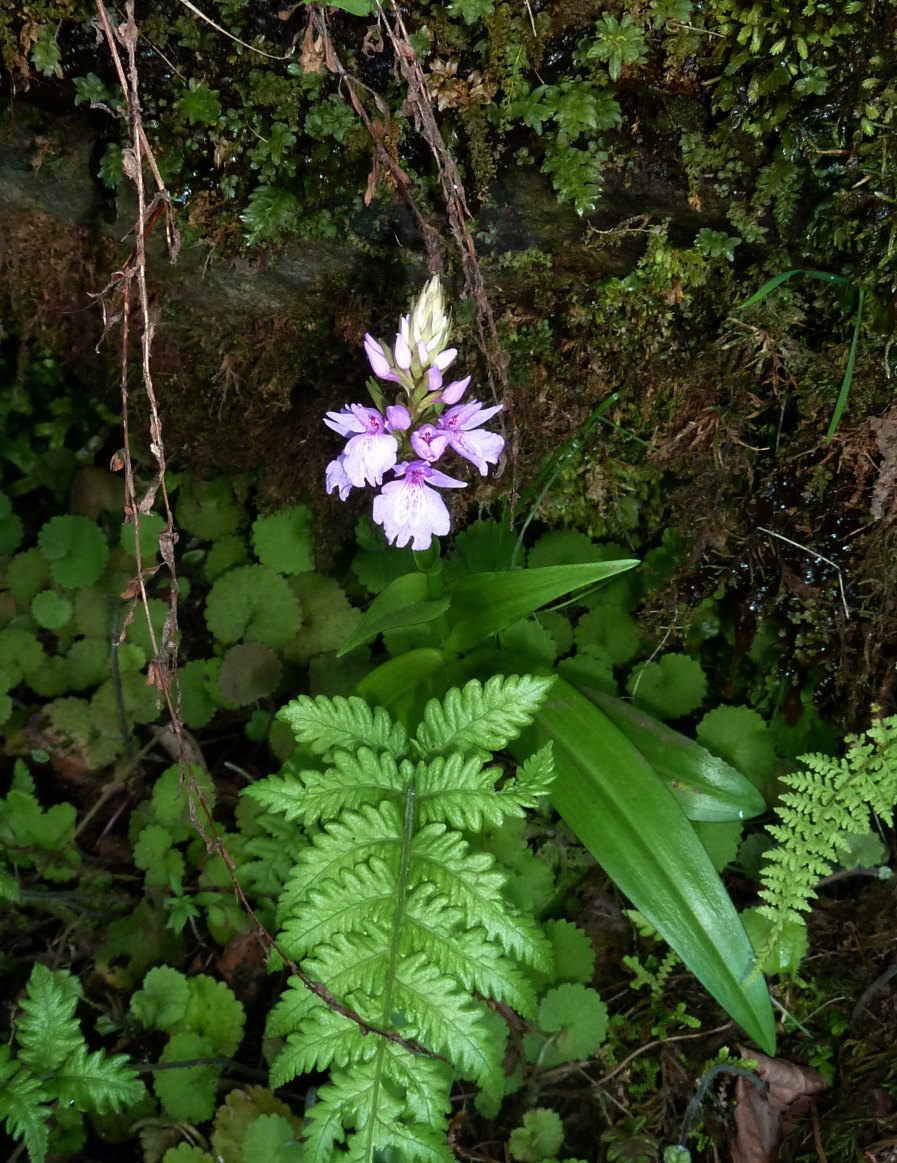
Dactylorhiza foliosa
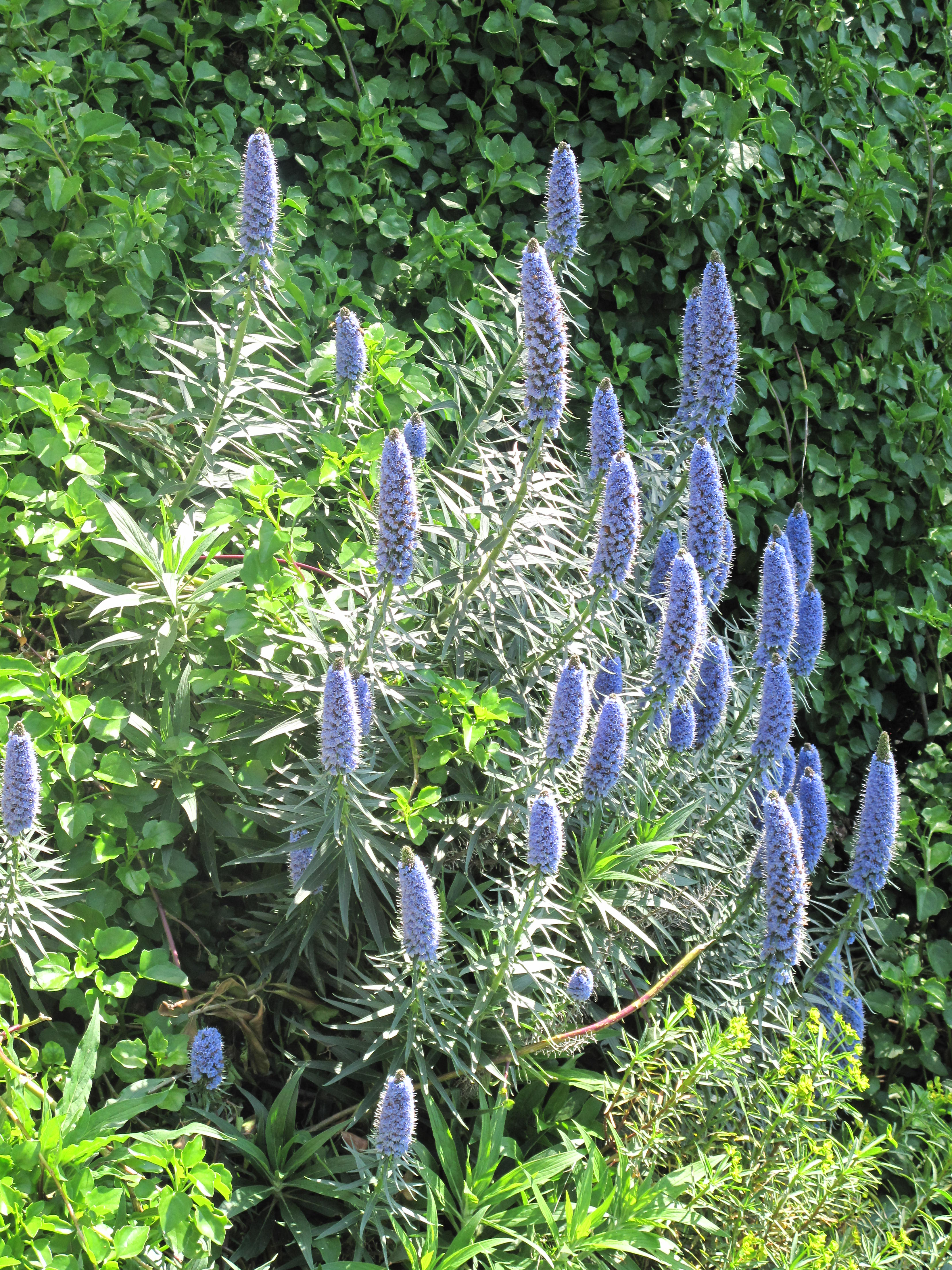
Echium candicans
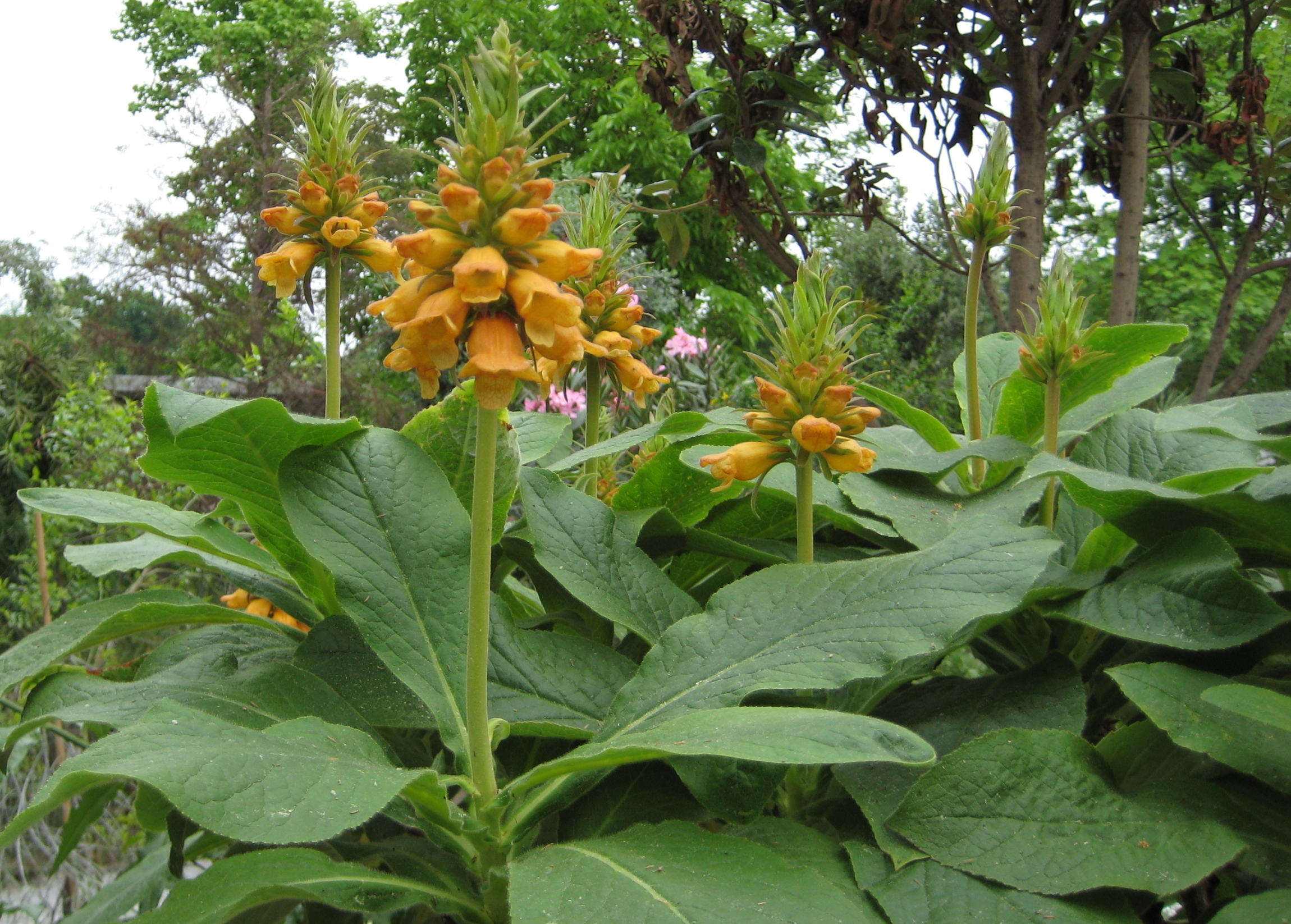
Isoplexis sceptrum
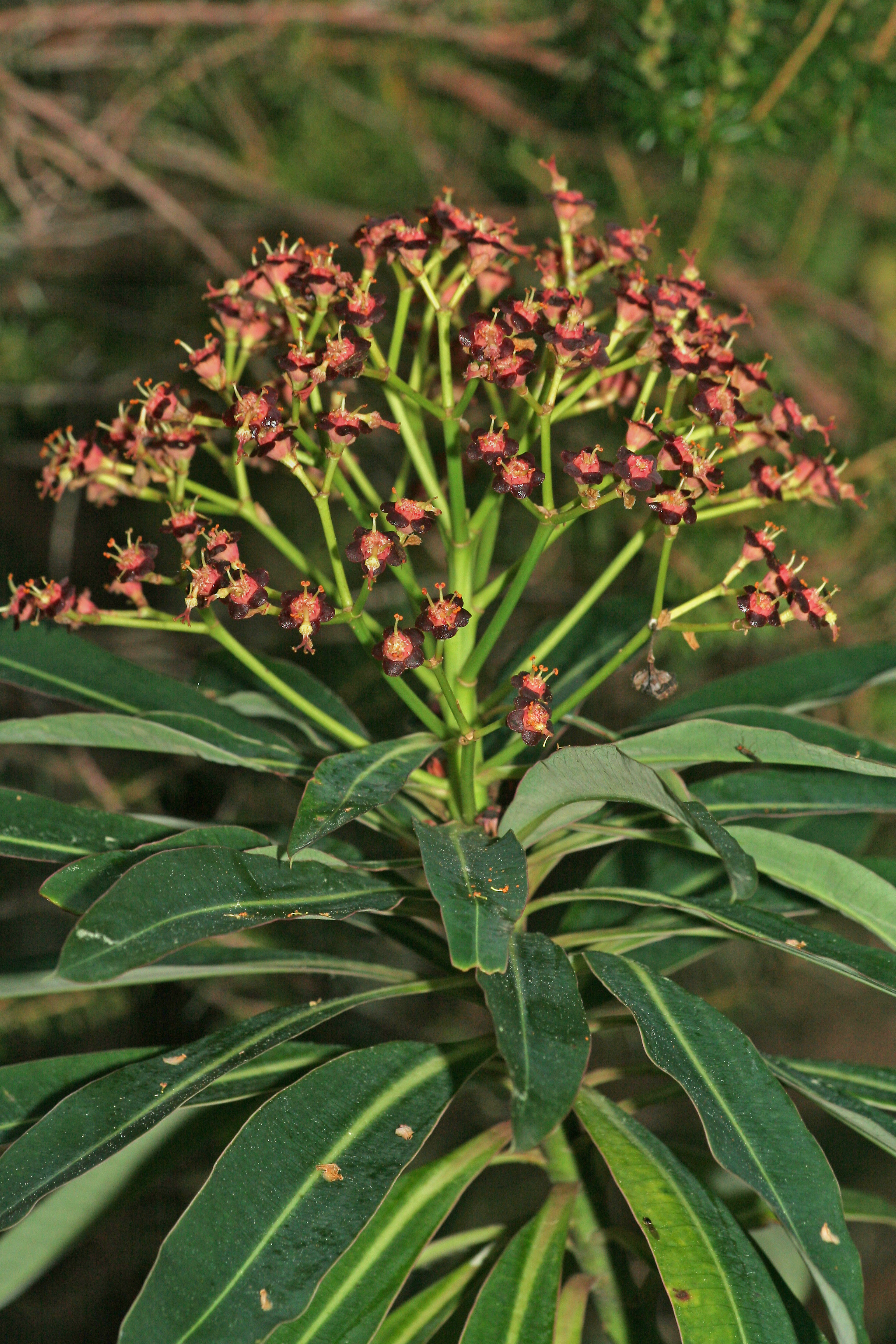
Euphorbia mellifera

## Lasy wawrzynolistne na Wyspach Kanaryjskich

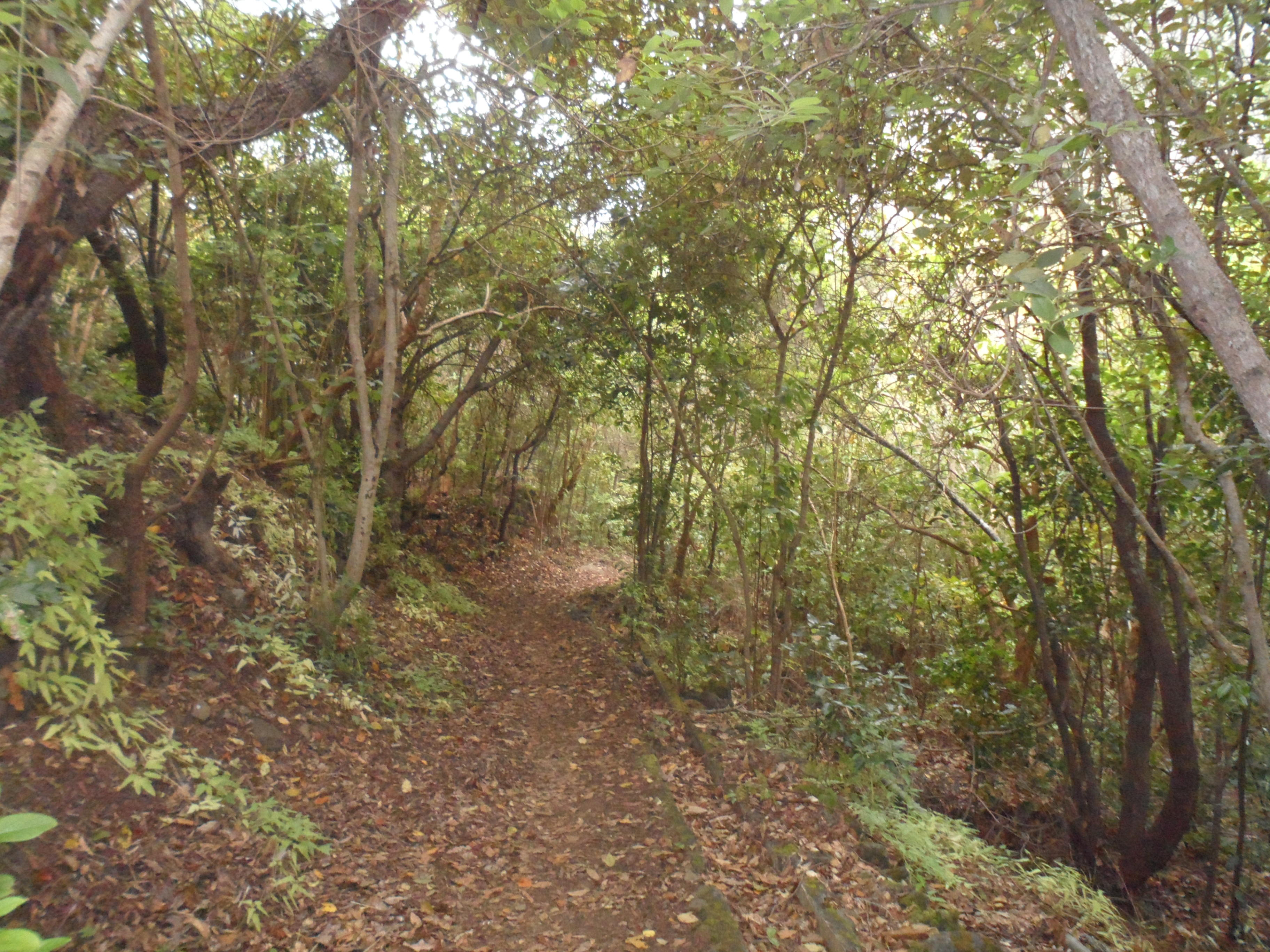
Las wawrzynolistny na Teneryfie

Występują na Teneryfie (ok. 6000 ha), La Gomera (ok. 2000 ha) oraz na mniejszych powierzchniach na Gran Canarii, La Palmie i El Hierro, na wysokościach od 500 do 1400 m n.p.m. – zwykle w miejscach, gdzie północno-wschodnie wiatry po spotkaniu gór powodują formowanie się chmur, rzadko obecne są po południowej stronie, zwykle w głębokich wąwozach (np. w Badajoz w gminie Güímar na Teneryfie). Najlepiej zachowane lasy wawrzynolistne zachowały się w górach Anaga na północno-wschodnim krańcu Teneryfy (chronione jako Parque Rural de Anaga) oraz w Parku Narodowym Garajonay na La Gomerze. Na La Palmie lasy te zachowały się w rejonie El Canal i Los Tilos, gdzie chronione są jako Rezerwat Biosfery La Palma oraz w gminie La Frontera na El Hierro. Na Gran Canarii lasy wawrzynowe zostały bardzo zniszczone, zachowały się na niewielkich powierzchniach stanowiących ok. 1% pierwotnego ich zasięgu; ważny ze względu na występowanie endemitów jest kompleks leśny w wąwozie Los Tilos de Moya.
Na stokach górskich lasy tworzą często mozaikę lub zbiorowiska przejściowe z krzewiasto-leśną formacją z dominacją woskownicy Myrica faya, przechodzącą w niższych położeniach i na suchszych siedliskach w typowe zbiorowisko Fayo-Ericetum, zwane też fayal-brezal, z krzewiastymi wrzoścami i woskownicą. Kompleksy lasów wawrzynolistnych i zbiorowisk zaroślowych określane są mianem monteverde. W wyższych położeniach lasy wawrzynolistne kontaktują się zwykle z lasami z sosną kanaryjską. Zniszczone w wyniku ludzkiej aktywności siedliska leśne także porasta zbiorowisko Fayo-Ericetum.
Skład drzewostanów lasów wawrzynolistnych Wysp Kanaryjskich jest podobny jak na Maderze. Smaczliwka indyjska Persea indica dominuje tu w wyższych położeniach górskich. W warstwie drzew i krzewów rosną tu poza tym: Ilex canariensis, Ilex platyphylla, Heberdenia excelsa, Notelea excelsa, kalina wawrzynowata Viburnum tinus. Liczne są liany: bluszcz kanaryjski Hedera canariensis, Semele androgyna, Rubia fruticosa i kolcorośl Smilax. W runie liczne są paprocie, zwłaszcza zanokcica ciemna Asplenium adiantum-nigrum, Athyrium umbrosum, Woodwardia radicans, a poza tym: Ranunculus cortusifolius, Senecio appendiculatus. Do endemitów lasów kanaryjskich należą m.in.: Pericallis appendiculata i Pericallis webbii, Echium callithyrsum, Canarina canariensis, Sambucus palmensis, Convolvulus canariensis, Euphorbia lambii, Sideritis canariensis i Sideritis macrostachya, Isoplexis canariensis, Isoplexis chalcantha, Solanum vespertillio, Gesnouinia arborea.
Endemity lasów wawrzynolistnych na Wyspach Kanaryjskich

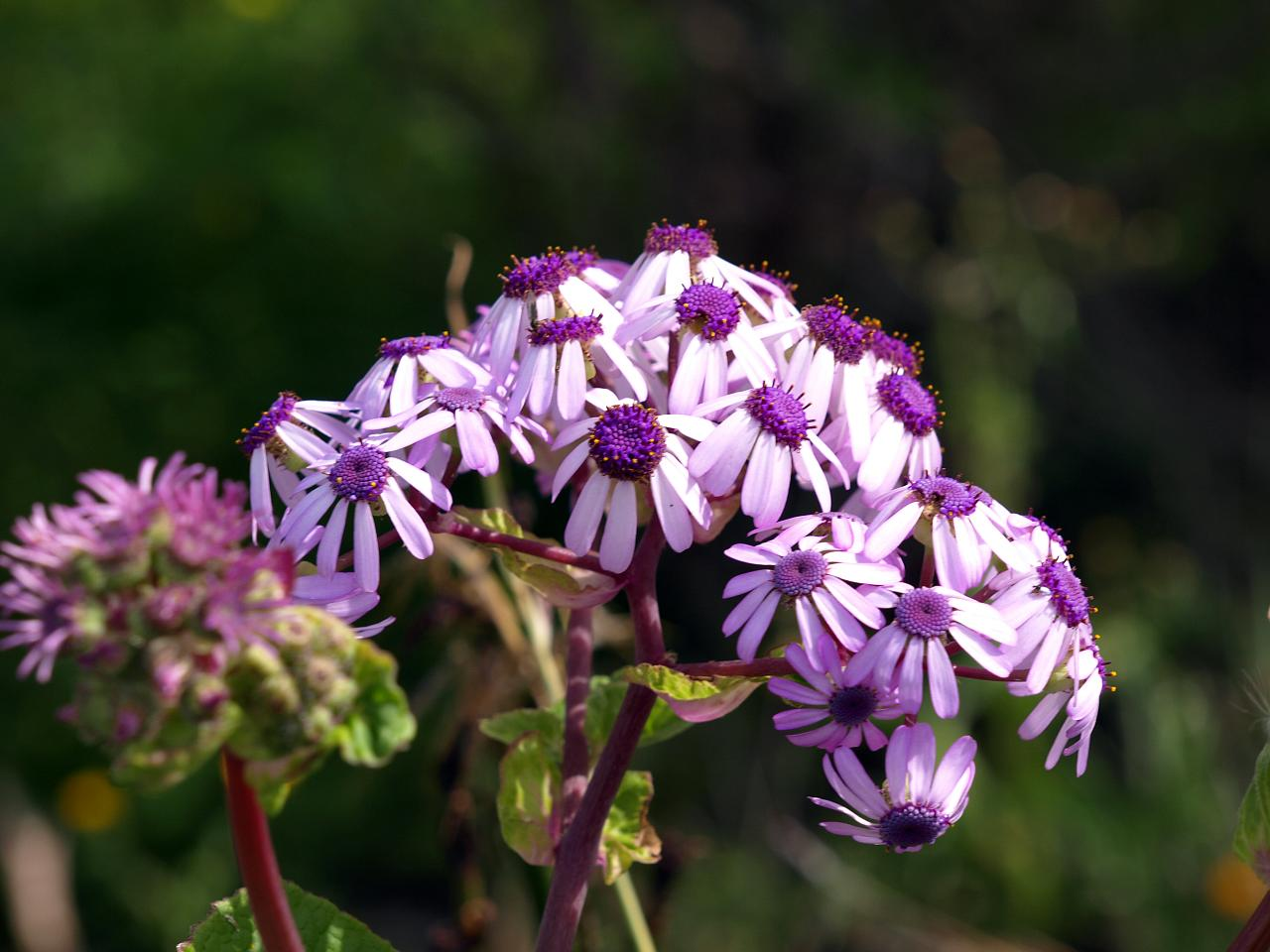
Pericallis webbii
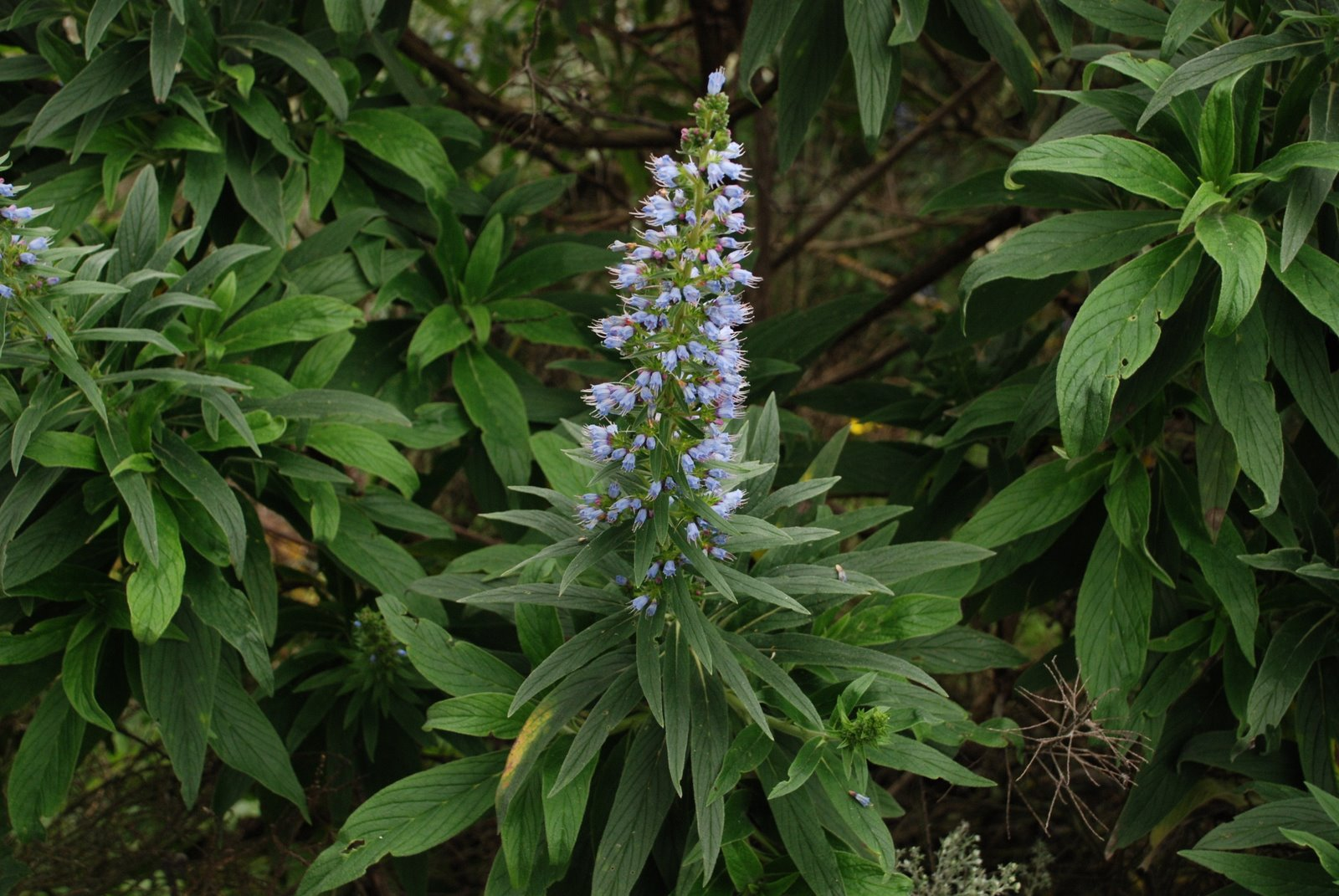
Echium callithyrsum
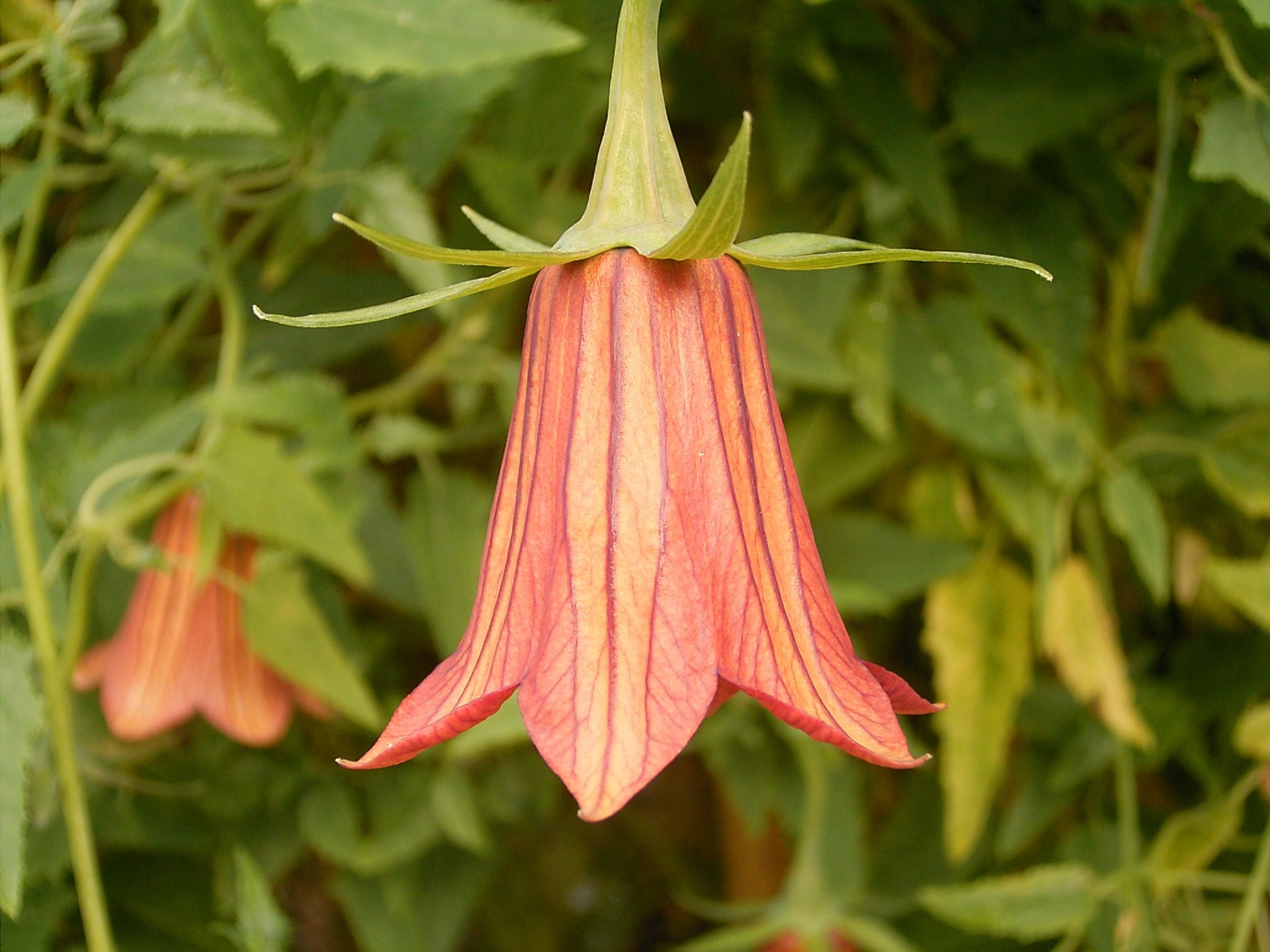
Canarina canariensis
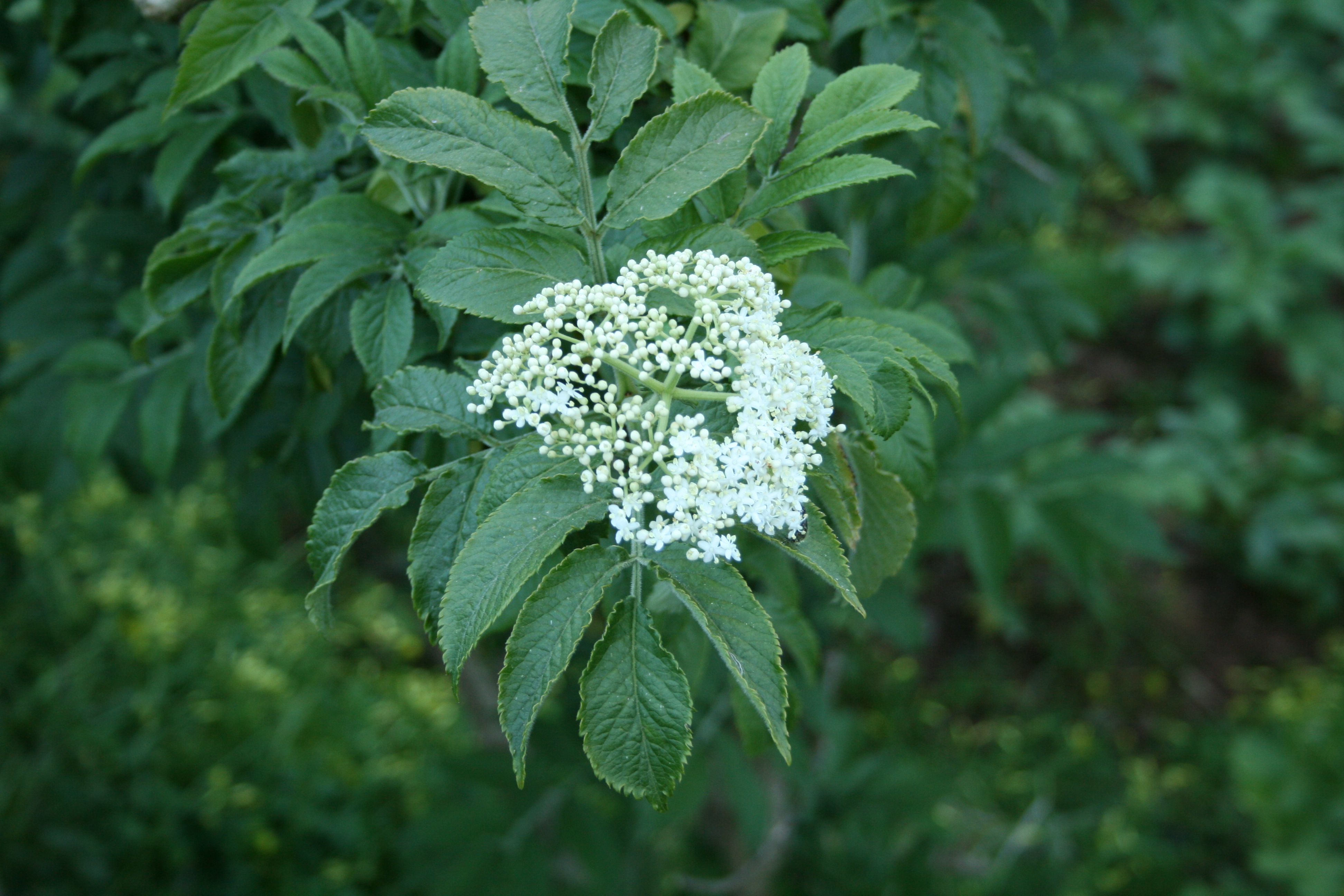
Sambucus palmensis
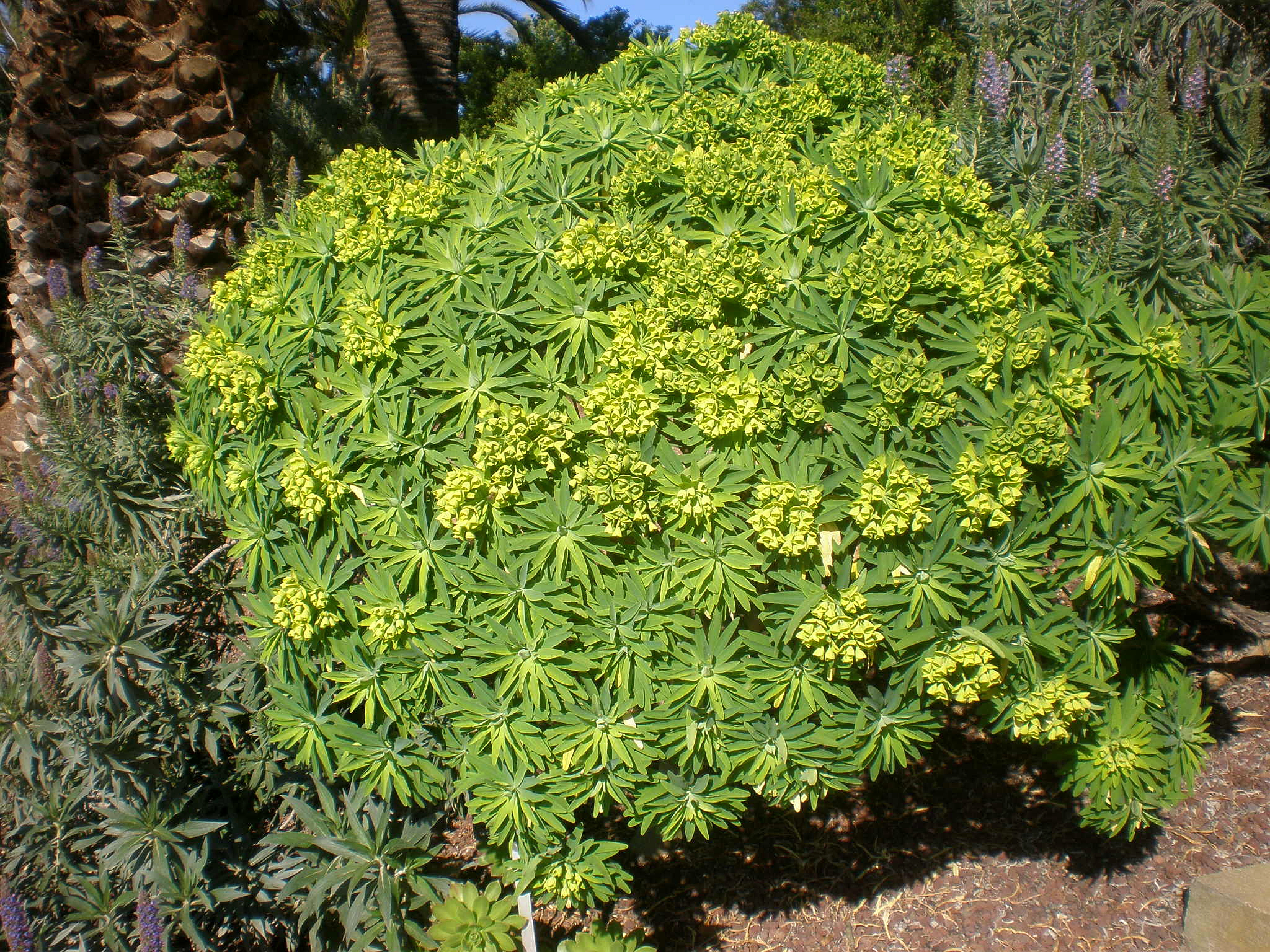
Euphorbia lambii
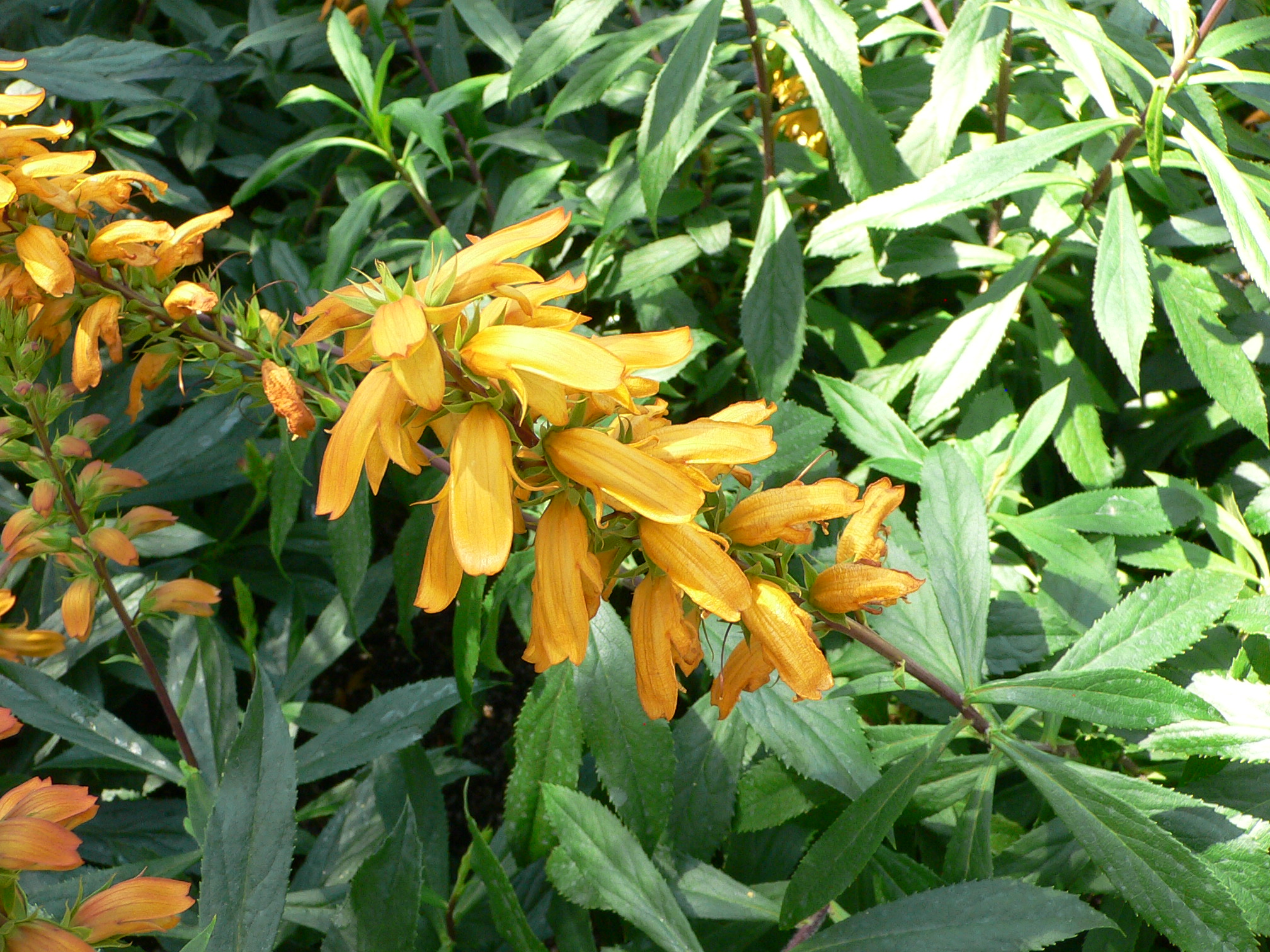
Isoplexis canariensis
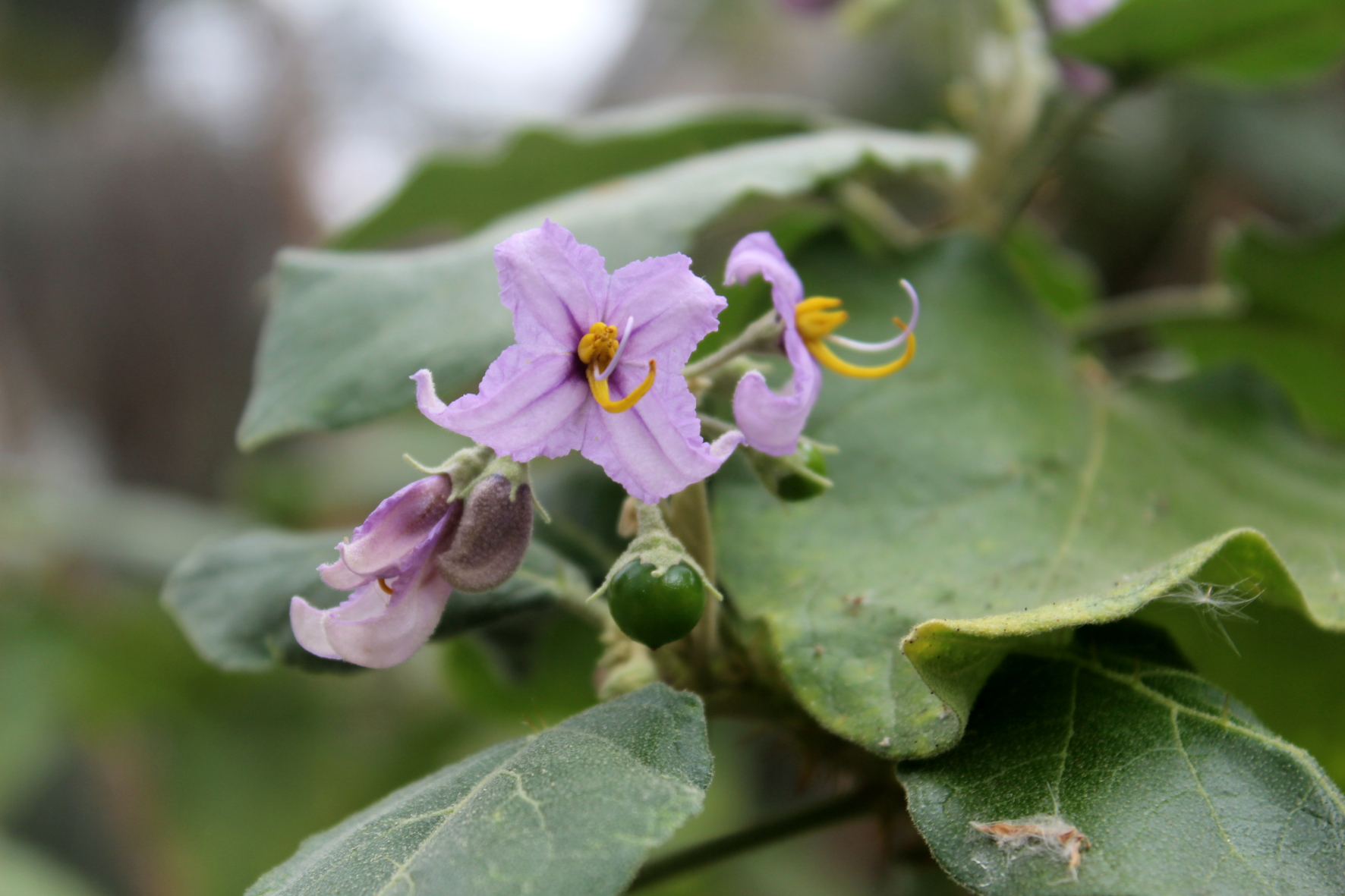
Solanum vespertilio
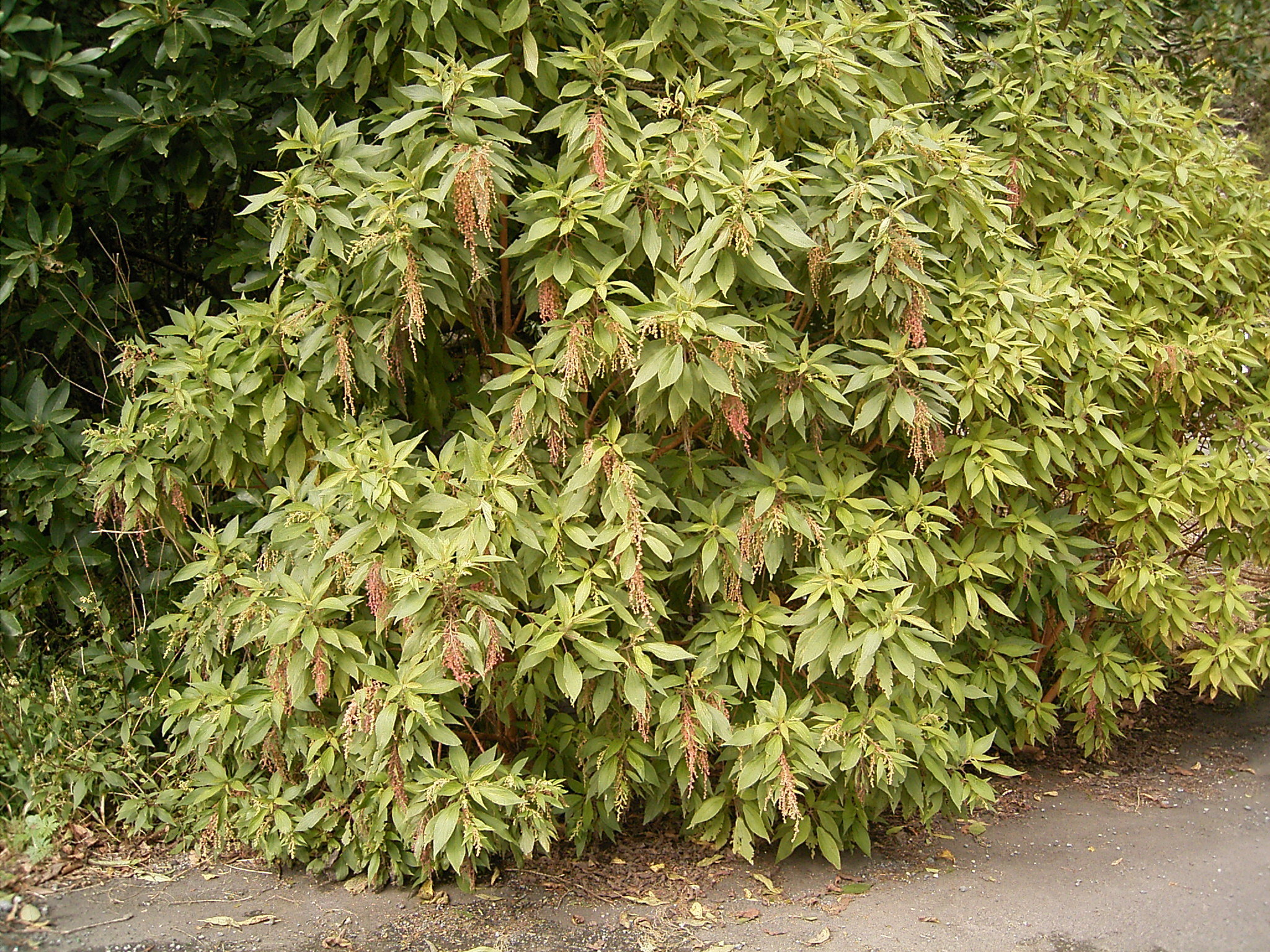
Gesnouinia arborea

## Lasy wawrzynolistne na Azorach

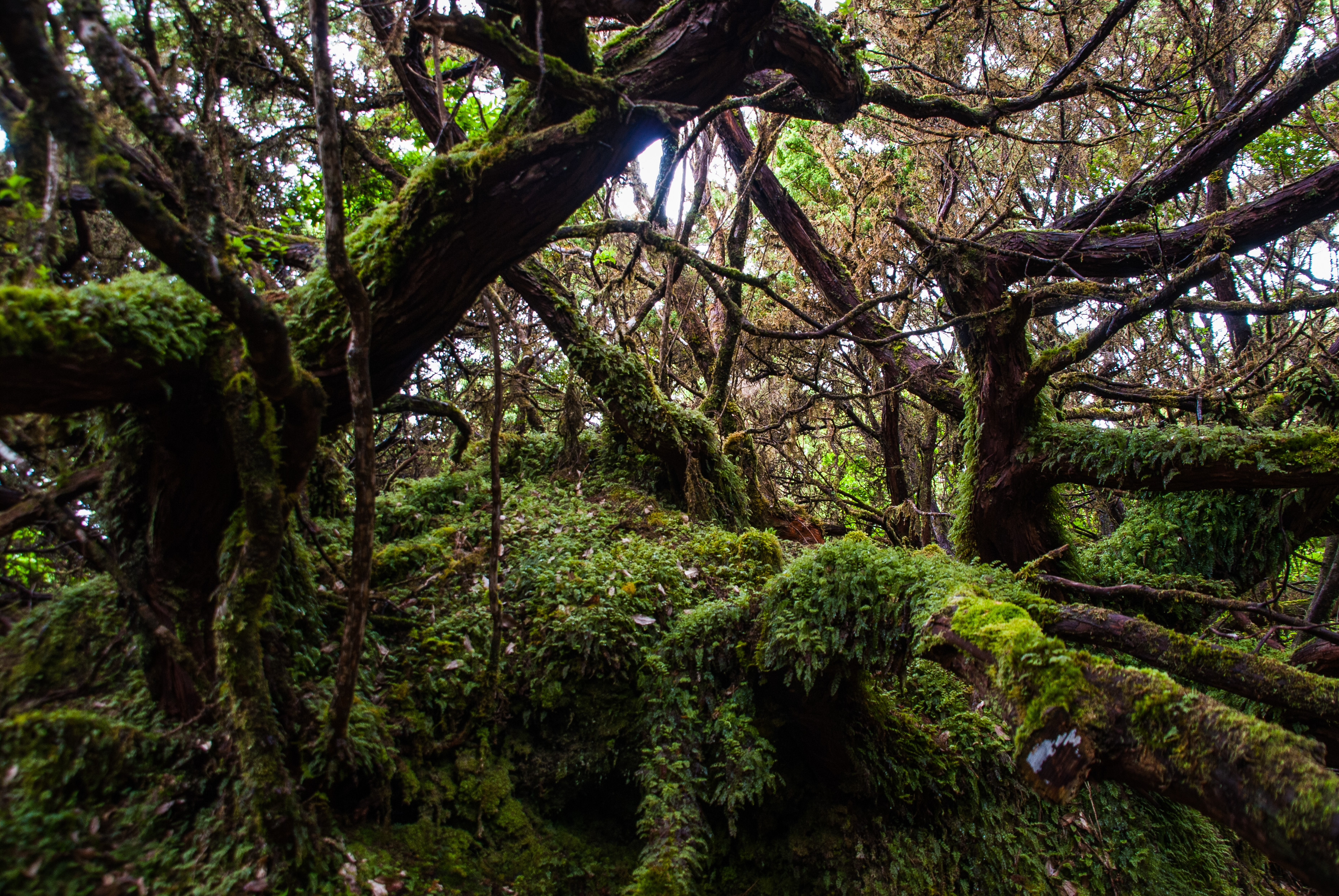
Las wawrzynolistny na Azorach (wyspa Terceira)

Pierwotnie Azory niemal w całości pokrywały lasy, usuwane sukcesywnie w celu pozyskania drewna oraz gruntów do produkcji rolnej od czasu skolonizowania archipelagu przez Portugalczyków w XV wieku. Strefa lasów wawrzynolistnych rozciągała się ponad wąskim pasem roślinności halofilnej przy wybrzeżu do wysokości ok. 600 m n.p.m. Współczesne drzewostany są niskie (zazwyczaj osiągają do 6 m wysokości, maksymalnie 10 m, choć w przeszłości zdarzały się drzewa o co najmniej 20 m wysokości). W kilkuwarstwowych drzewostanach dominują: Juniperus brevifolia, Laurus azorica i Ilex azorica, towarzyszą im Frangula azorica i Erica azorica, a rzadko także Picconia azorica. Zwarcie na ogół jest znaczne i w rezultacie takie też jest zacienienie wewnątrz biocenozy leśnej. W runie dominują zwykle cieniolubne paprocie. Gatunki te tworzą różne zespoły roślinne w zależności od wysokości nad poziomem morza i wilgotności.
Endemitami Azorów występującymi w lasach wawrzynolistnych są: Asplenium azoricum, Carex vulcani, Dryopteris azorica, Euphorbia stygiana, Hedera azorica, Luzula purpureo-splendens, Lysimachia azorica, Myrsine retusa, Picconia azorica, Polypodium azoricum, Prunus lusitanica ssp. azorica, Rubia agostinhoi, Sanicula azorica, Vaccinium cylindraceum, Viburnum tinus ssp. subcordatum.
Lasy na Azorach zróżnicowane są w zależności przede wszystkim od wysokości położenia nad poziomem morza, co determinuje zwłaszcza warunki wilgotnościowe i termiczne. W niższych położeniach występują na świeżych siedliskach strukturalnie dość proste zbiorowiska Myrica faya i Picconia azorica, określane jako zespół roślinności Myrico-Pittosporietum undulati. Został on niemal zupełnie zdegradowany z powodu inwazji australijskiego gatunku – Pittosporum undulatum oraz z powodu wylesień. Ich runo stanowi siedlisko takich endemitów jak Carex hochstetteriana i Polypodium azoricum.
Lepiej zachowane są bardzo wilgotne lasy w wyższych położeniach ze związku Culcito-Juniperion brevifoliae. Świeży wariant lasów wawrzynolistnych cechuje się bogactwem gatunkowym, w tym zróżnicowaniem gatunkowym drzewostanu. Dominują w nim takie gatunki drzew i krzewów jak: Laurus azorica, Frangula azorica, Picconia azorica i Myrica faya. W runie duży udział mają paprocie – Diplazium caudatum, Dryopteris azorica, a z zielnych endemitów rosną tu m.in. Bellis azorica i Platanthera micrantha. Zasoby tych lasów są znikome.
W wilgotnym wariancie lasów wawrzynolistnych dominują takie gatunki drzew i krzewów jak: Laurus azorica, Ilex perado subsp. azorica,  Frangula azorica i Erica azorica. W runie panują paprocie: Culcita macrocarpa, Dryopteris azorica, Dryopteris affinis, Pteris incompleta,  Diplazium caudatum. Zasoby tego wariantu lasów także są znikome, zachowały się tylko na trzech wyspach: São Miguel, Terceira i Pico.
Kształtujące się w strefie chmur, niemal stale mgliste i bardzo wilgotne lasy wawrzynolistne tworzone są przez Laurus azorica, Juniperus brevifolia i Ilex perado subsp. azorica, a także Frangula azorica. Zamiast Erica azorica rośnie tu Vaccinium cylindraceum. Zbiorowiska te są tak gęste, że poza ustalonymi drogami są praktycznie niemożliwe do przejścia. W runie liczne są paprocie: Dryopteris azorica, Culcita macrocarpa i włosocień delikatny Trichomanes speciosum. Lasy te obfitują w epifityczne paprocie, mszaki i porosty, także spotykane są tu epifile. Powyżej tj. ponad 600 m n.p.m. rosną zbiorowiska z dominacją Erica azorica, Juniperus brevifolia oraz wrzosowiska.
Endemity lasów wawrzynolistnych na Azorach

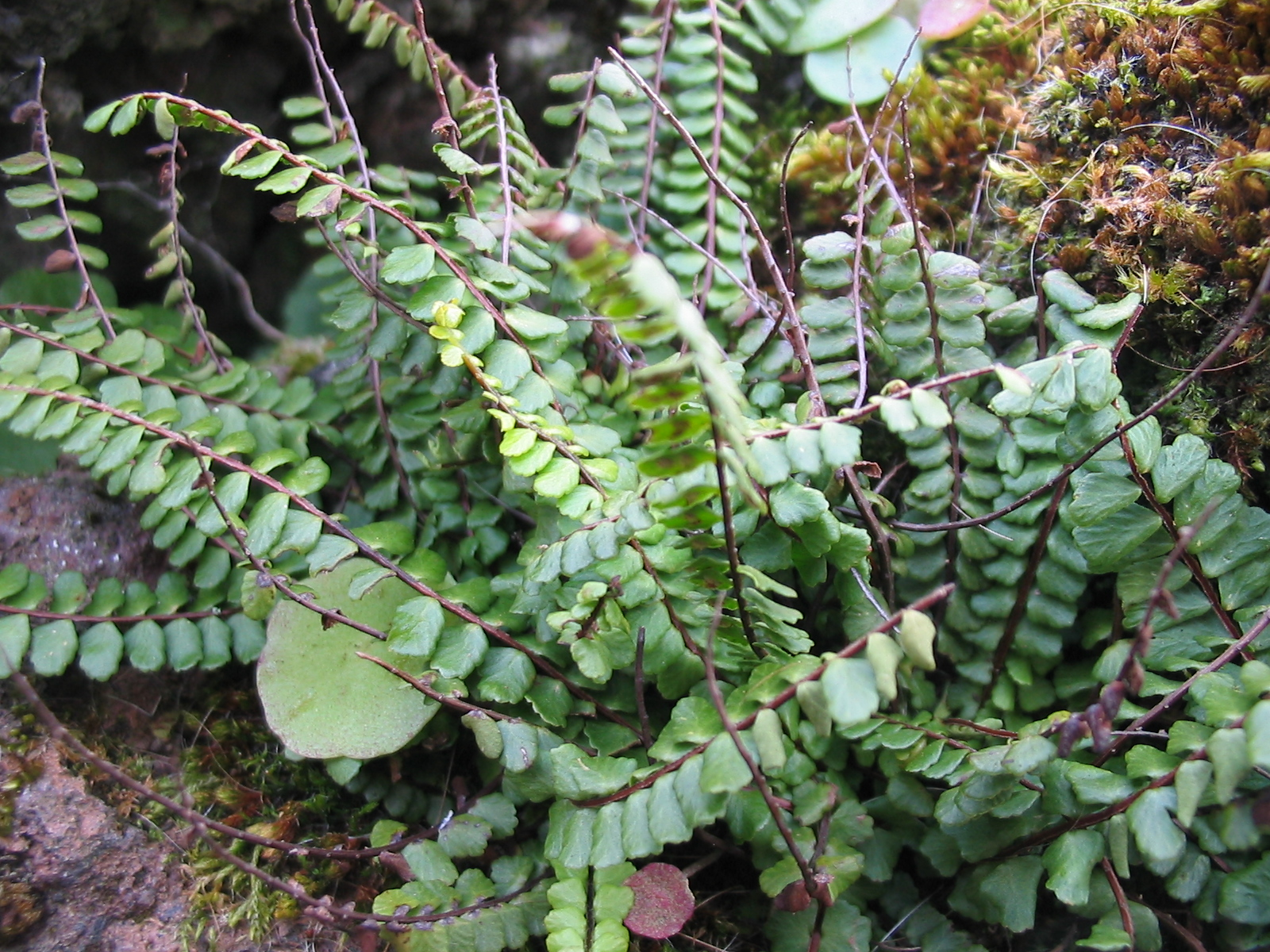
Asplenium azoricum
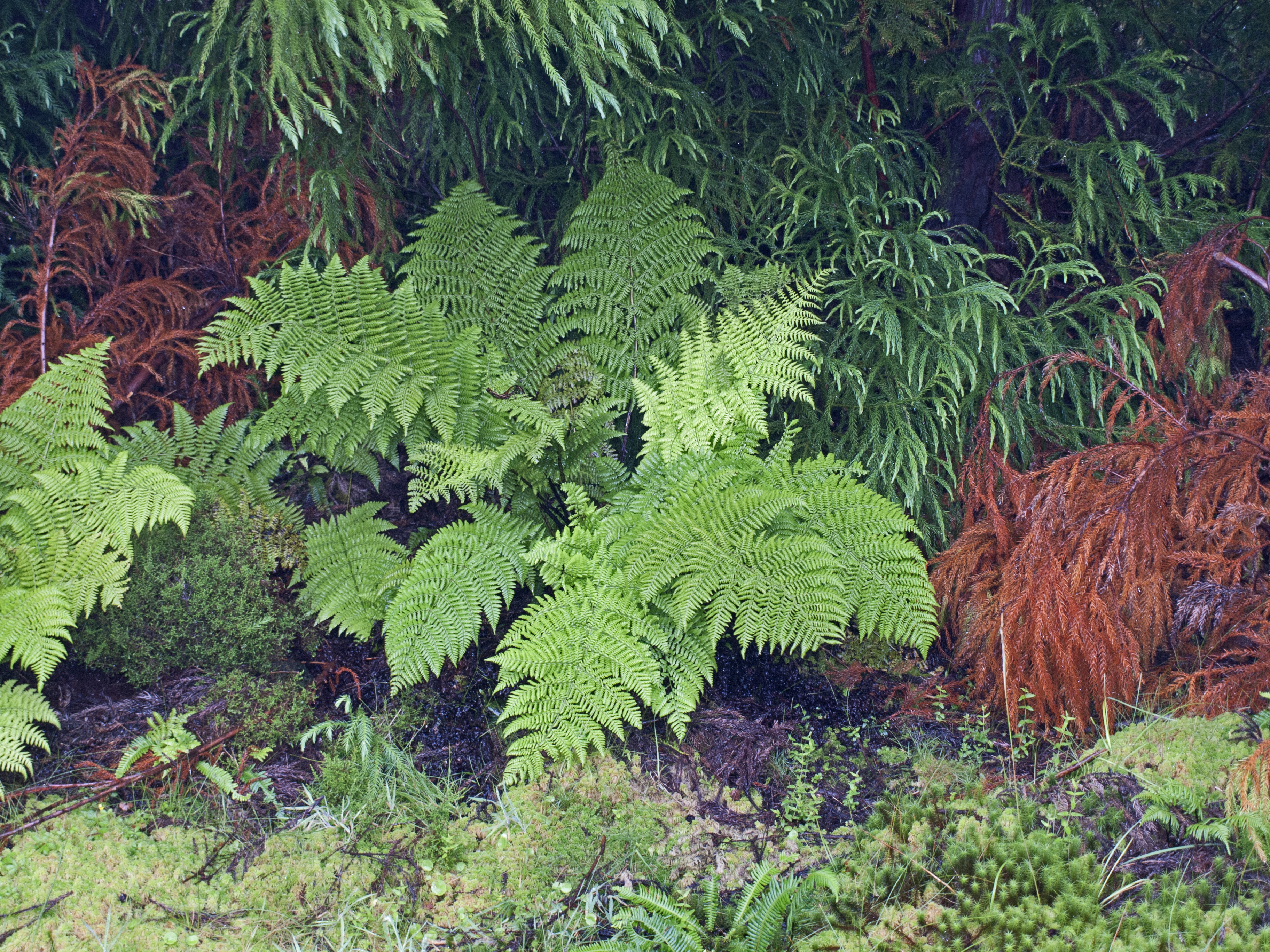
Dryopteris azorica
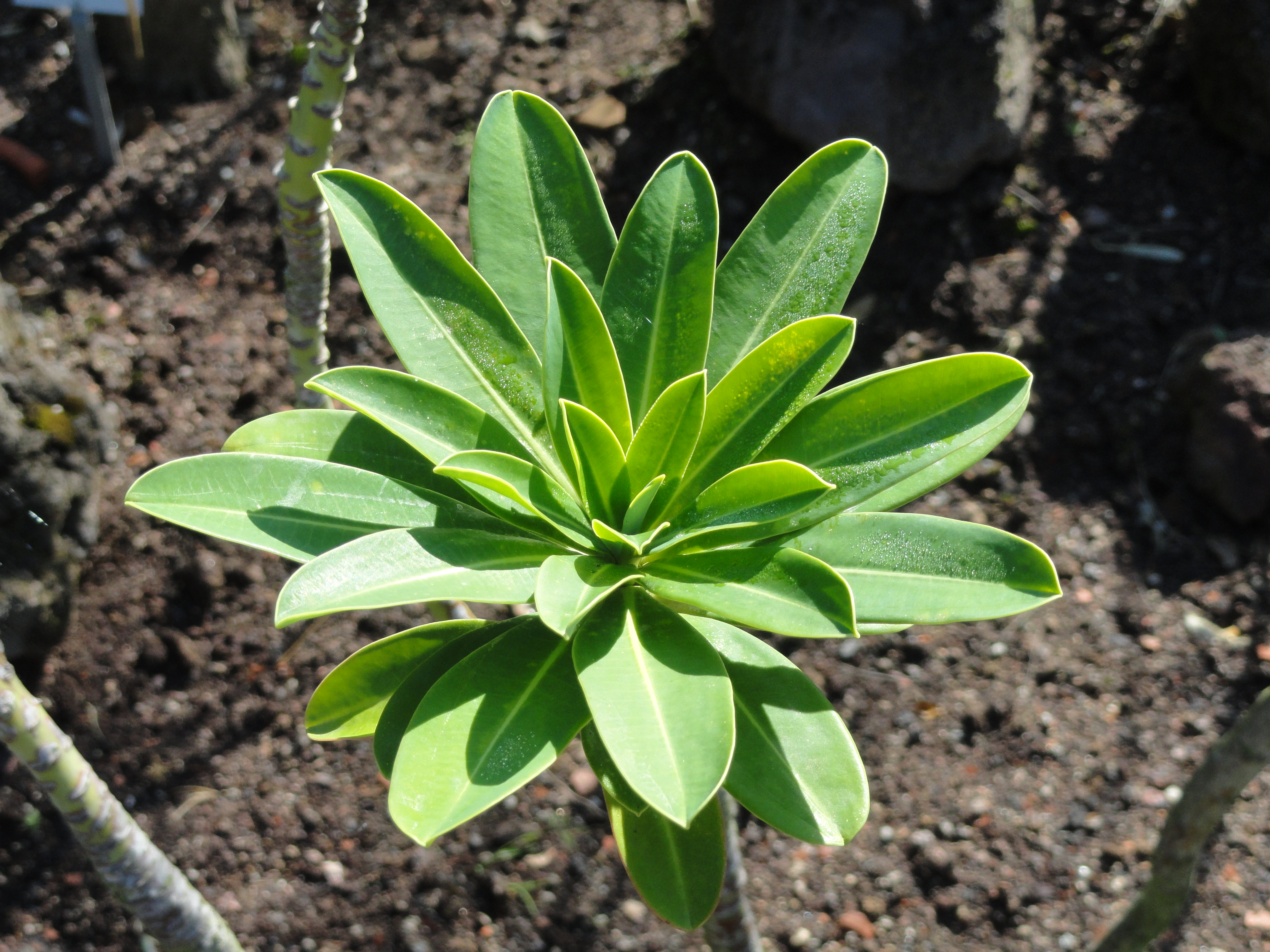
Euphorbia stygiana
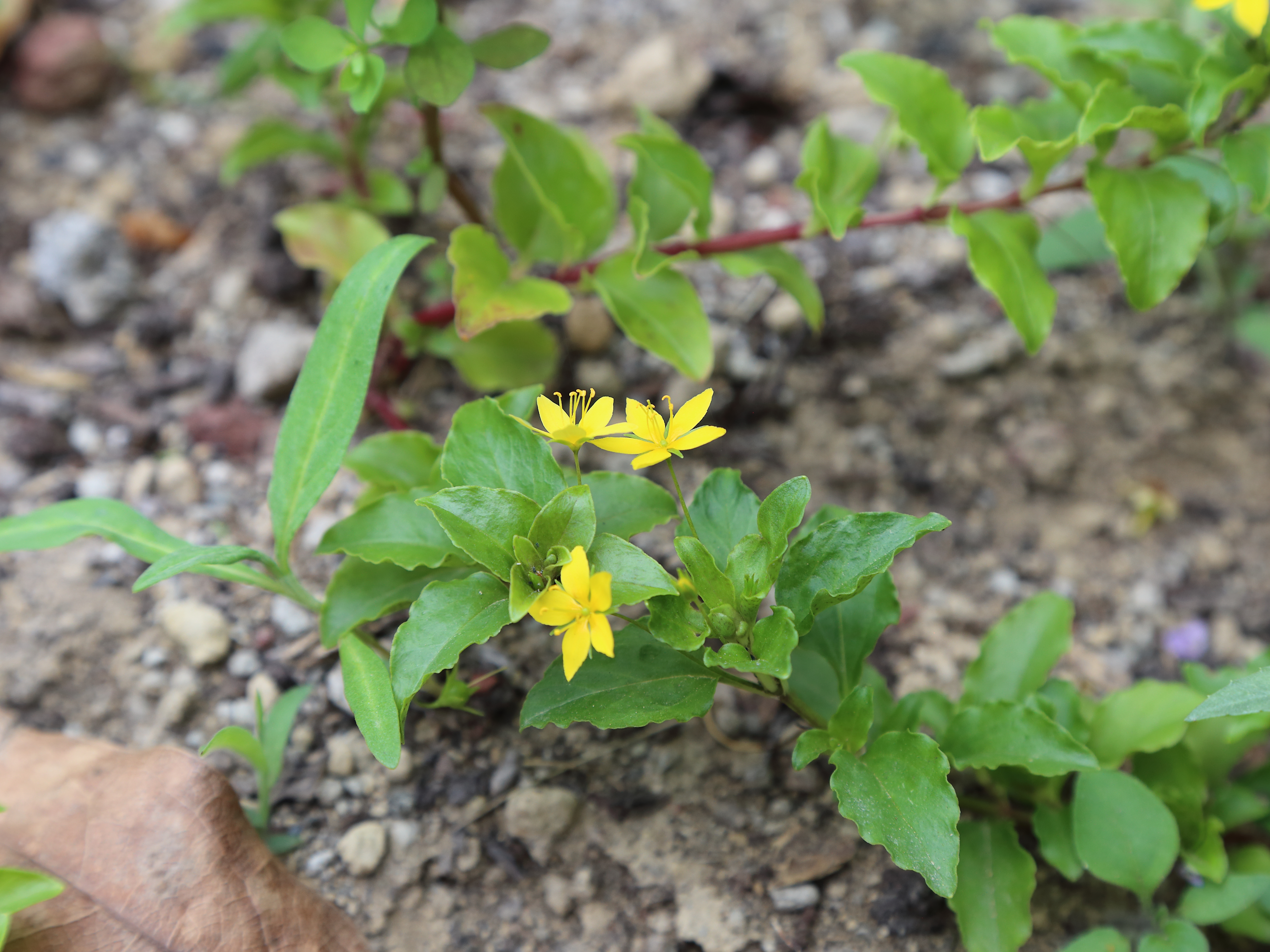
Lysimachia azorica
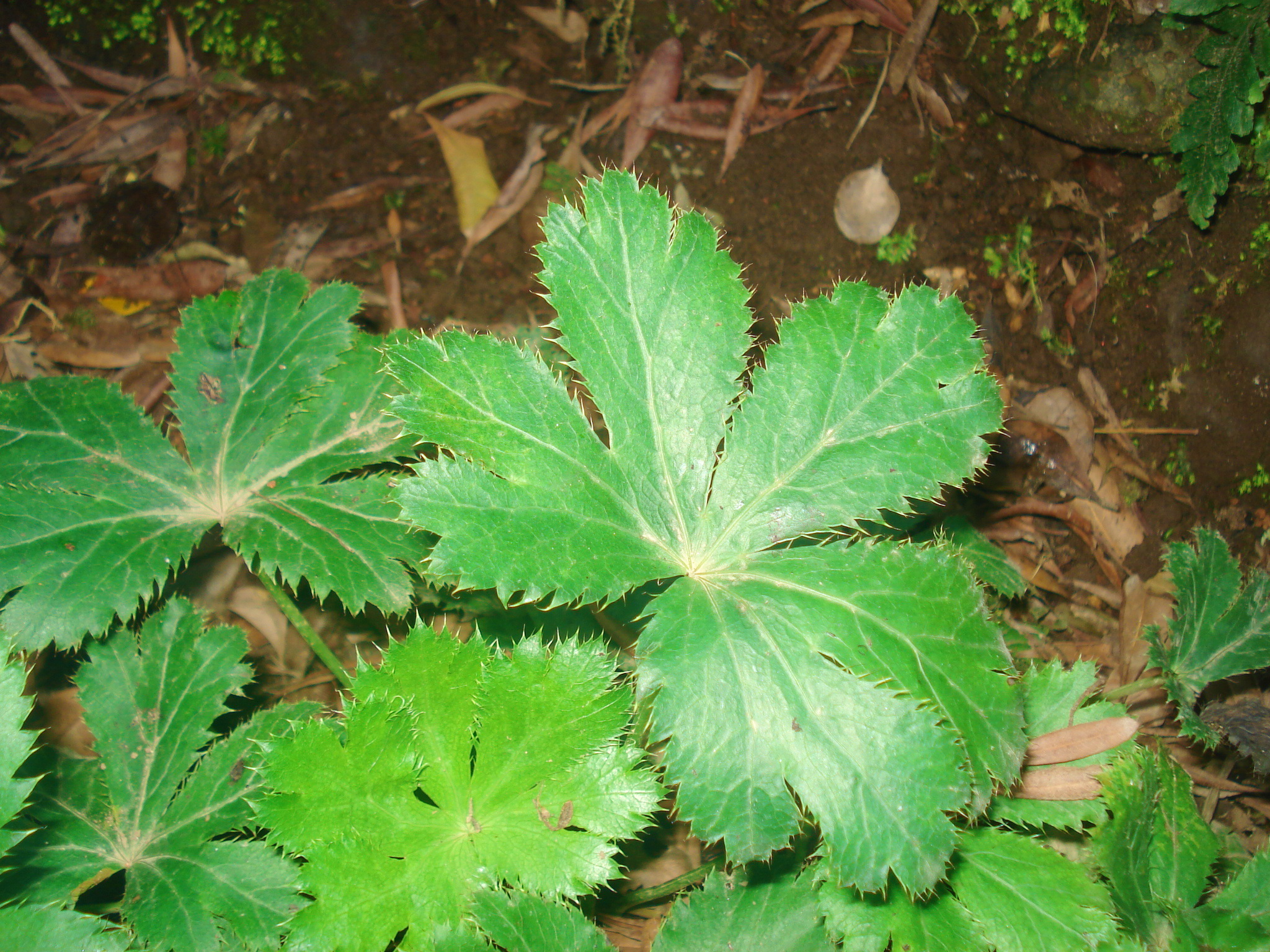
Sanicula azorica
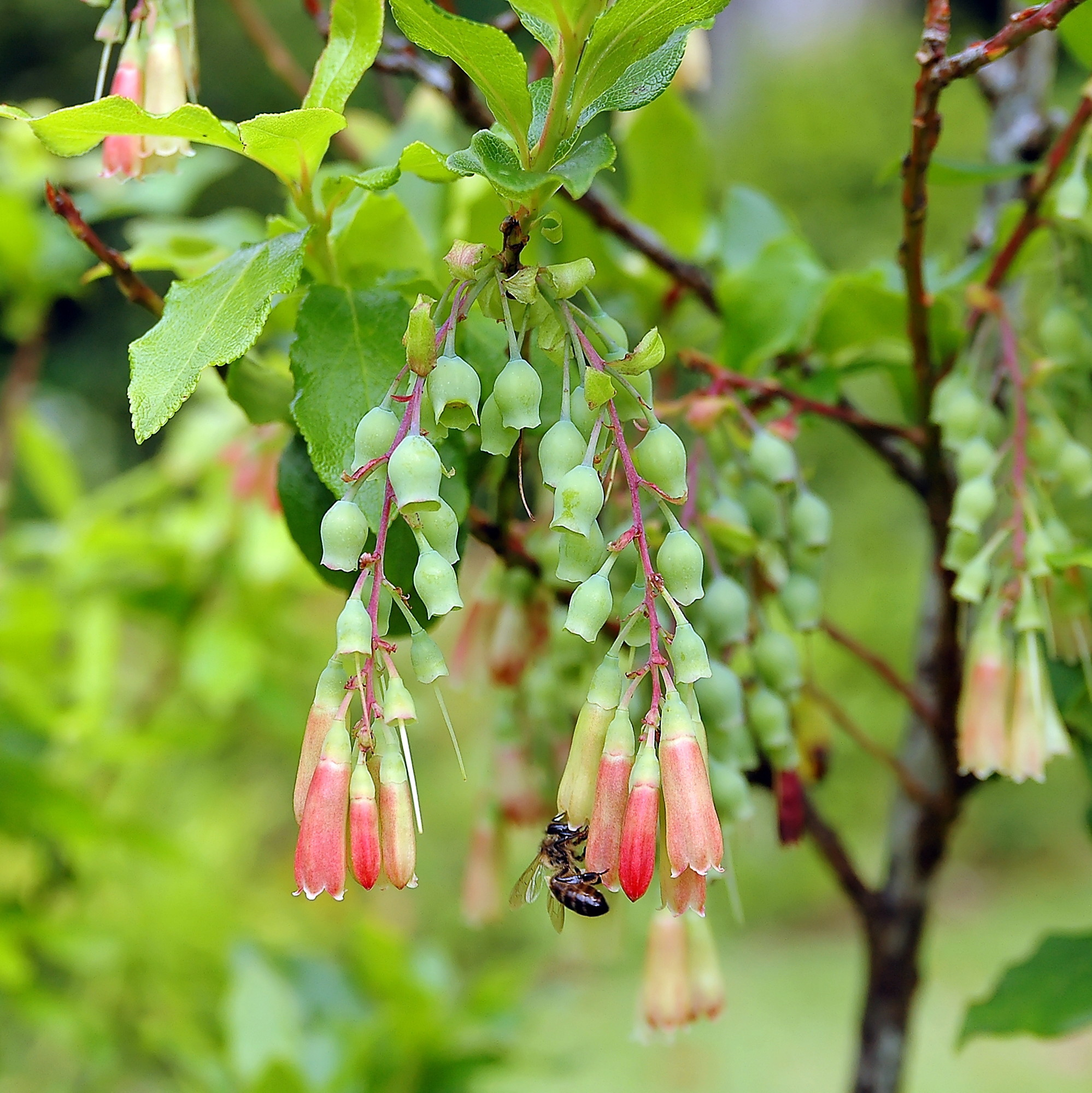
Vaccinium cylindraceum
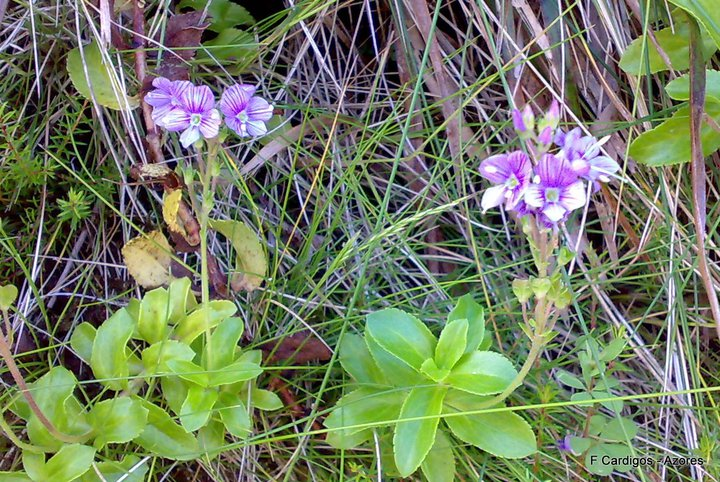
Veronica dabneyi

## Fauna
Podobnie jak w przypadku flory, także świat zwierząt cechuje się znacznym udziałem gatunków endemicznych. Należą do nich endemity Madery – gołąb maderski Columba trocaz, petrel maderski Pterodroma madeira i wyodrębniony jako gatunek w 2003 – zniczek maderski Regulus madeirensis. Lasy są też kluczowym siedliskiem dla endemicznego podgatunku zięby zwyczajnej Fringilla coelebs maderensis oraz endemicznych nietoperzy (Pipistrellus maderensis i Nyctalus leislerii). Spośród bezkręgowców lasy wawrzynolistne stanowią na samej tylko Maderze siedlisko około 500 endemicznych dla tej wyspy owadów, pajęczaków i mięczaków.

## Klasyfikacja
Według International Vegetation Classification formacja zaliczana jest do lasów strefy umiarkowanej ciepłej (1.B.1. Warm Temperate Forest & Woodland (F018) w ramach biomu lasy strefy umiarkowanej i borealnej (1.B. Temperate & Boreal Forest & Woodland).
W klasyfikacji World Wide Fund for Nature (WWF) formacja dzielona jest na trzy ekoregiony odpowiadające zasięgom archipelagów. Lasy Madery i Azorów zaliczane są do lasów liściastych i mieszanych strefy umiarkowanej, a roślinność Wysp Kanaryjskich wchodzi w skład roślinności śródziemnomorskiej:
- PA0425 lasy wawrzynolistne Madery (Madeira evergreen forests)
- PA0403 lasy mieszane Azorów (Azores temperate mixed forests)
- PA1203 kanaryjskie lasy suche (Canary Islands dry woodlands and forests)

## Zagrożenia i ochrona
Lasy makaronezyjskie były przez wieki intensywnie eksploatowane dla pozyskania drewna, w szczególności w pierwszym okresie po kolonizacji przez Europejczyków w XV wieku. Prowadzono wylesianie w celu pozyskania gruntów pod uprawy, w mniejszym stopniu także pod linie komunikacyjne i osiedla. Rozwój uprawy trzciny cukrowej skutkował także zapotrzebowaniem na drewno do budowy młynów cukrowych. Gdy z czasem zaczęto ponownie siedliska leśne odtwarzać – do zalesień używano gatunków obcych, zwłaszcza sosny nadmorskiej Pinus pinaster i eukaliptusa gałkowego Eucalyptus globulus. Lasom wawrzynolistnym zagrażają, zwłaszcza w niższych położeniach, liczne gatunki inwazyjne takie jak: Hedychium gardnerianum, Pittosporum undulatum, bożodrzew gruczołowaty Ailanthus altissima, klon jawor Acer pseudoplatanus i różne gatunki z rodzaju akacja (Acacia). Zagrożeniem jest też niekontrolowany wypas, presja introdukowanych i zdziczałych gatunków (koza, owca, królik oraz szczur śniady). Narastający problem stanowi rozwój turystyki, wiążący się zarówno z zajmowaniem terenu pod inwestycje jak i z masową penetracją lasów.
Makaronezyjskie lasy wawrzynolistne stanowią jedno z siedlisk przyrodniczych wymagających ochrony w sieci Natura 2000 – wymienione są w załączniku I dyrektywy siedliskowej (oznaczone kodem 9360). Zachowane lasy wawrzynolistne obejmowane są różnymi formami ochrony przyrody.